# Unterlinden-Museum
Das Unterlinden-Museum (französisch: Musée Unterlinden, früher: Musée d’Unterlinden) ist ein Kunstmuseum im elsässischen Colmar. Es verfügt über eine große Sammlung von Objekten vom Neolithikum bis hin zur Gegenwart, besonders auch von oberrheinischer Sakralkunst vom Mittelalter bis zur Renaissance. Das Museum nutzt die Gebäude des ehemaligen Dominikanerinnen-Klosters Unter den Linden, das in der ersten Hälfte des 13. Jahrhunderts errichtet worden war. Nach dessen Auflösung während der Französischen Revolution wurde in der Folgezeit ein Großteil der Gebäude abgerissen. 1853 konnte das Museum in den noch erhaltenen Teilen der Klosteranlage eröffnet werden.

## Geschichte
Bereits im ersten Jahr der Französischen Revolution wurden die Kirchengüter verstaatlicht, und so kam es auch zur Auflösung des Colmarer Unterlindenklosters. Dagegen setzten sich Bürger der Stadt zur Wehr. Sie engagierten sich für die Erhaltung der Gebäude und Kunstwerke und ließen das bewegliche Kulturgut zur Aufbewahrung ins Collège national (heute Lycée Bartholdi) bringen. Die Klostergebäude selbst gingen 1792 endgültig in den Besitz der Stadt Colmar über und wurden zuerst als Militärkaserne genutzt; im Laufe des 19. Jahrhunderts wurden dann das südliche Seitenschiff der Kirche und fast alle Klausurbauten abgerissen. Erst 1847 konnte der Colmarer Archivar und Bibliothekar Louis Hugot (1805–1864) das Ende des Abbruchs bewirken und die Kirche mit dem angrenzenden Kreuzgang vor der Zerstörung retten. Hugot gründete dafür die Société Schongauer (= Schongauer-Gesellschaft), um eine neue Nutzung der restlichen Klosteranlagen als Museum durchzusetzen. Die Entdeckung eines gallo-römischen Mosaiks im nahegelegenen Bergheim, das in der Kirche des Unterlinden-Klosters gelagert wurde, beförderte diese Pläne. Am 3. April 1853 konnte schließlich das neue Museum in den noch erhaltenen Bauten des alten Dominikanerinnenkonvents eröffnet werden. Schon bald darauf erhielt die gesamte Anlage 1854 die Klassifizierung als Monument historique.
2012 wurde eine Erweiterung des Museums durch die Basler Architekten Herzog & de Meuron unternommen, um den umfangreichen Sammlungsbestand des Museums vollständiger und in moderner ausstellungsdidaktischer Konzeption zeigen zu können. Dabei wurde auch die angrenzende ehemalige städtische Badeanstalt einbezogen, ein ebenfalls architektonisch bemerkenswerter Bau von 1906 mit Stilelementen des Art nouveau und einer imposanten neo-barocken Fassade. Eine unterirdische Galerie mit drei Ausstellungsräumen verläuft unter der Rue des Unterlinden und dem Mühlbach. Sie führt zum neuen Gebäude, dem Ackerhof, so genannt nach dem alten Bauernhof des Klosters. Nach der umfassenden Neugestaltung des gesamten Museumskomplexes wurde das Museum am 12. Dezember 2015 neu eröffnet. Die Gesamtkosten für das Projekt beliefen sich auf 44 Mio. €.

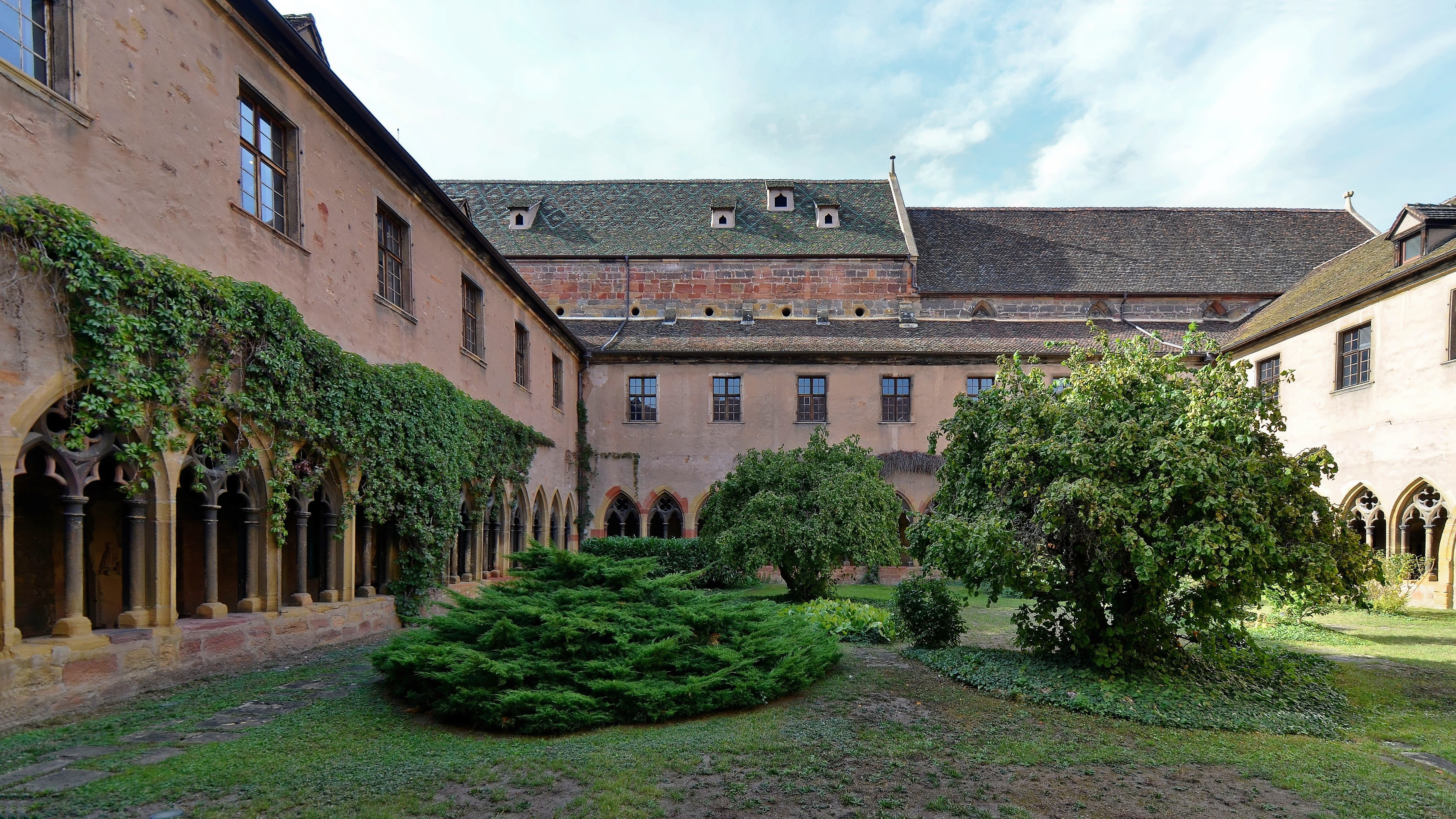
Kloster-Innenhof mit Kreuzgang
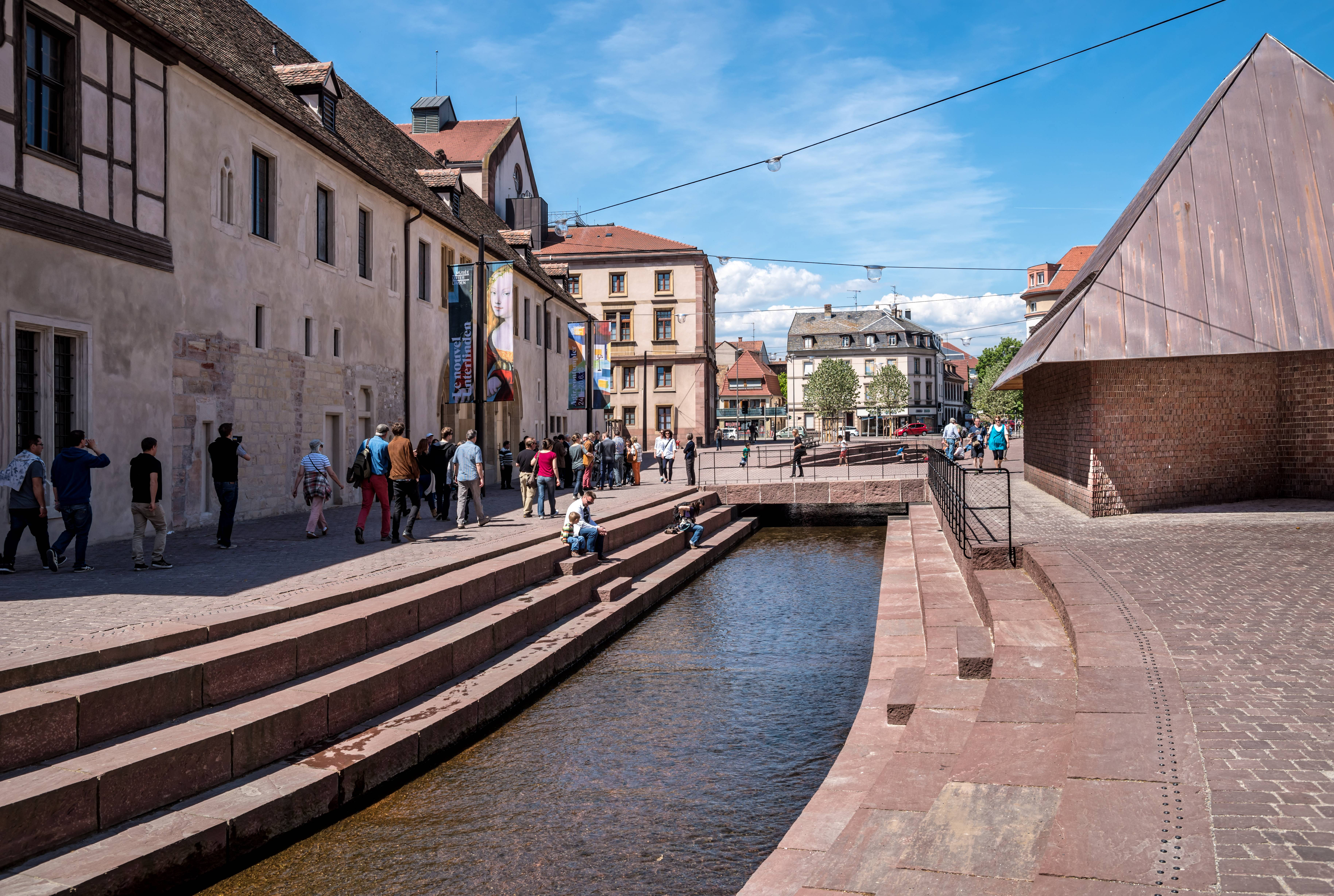
Ehemaliges Dominikanerinnenkloster (links), Sinn-Kanal, leerer Lichthofbau mit Zeltdach
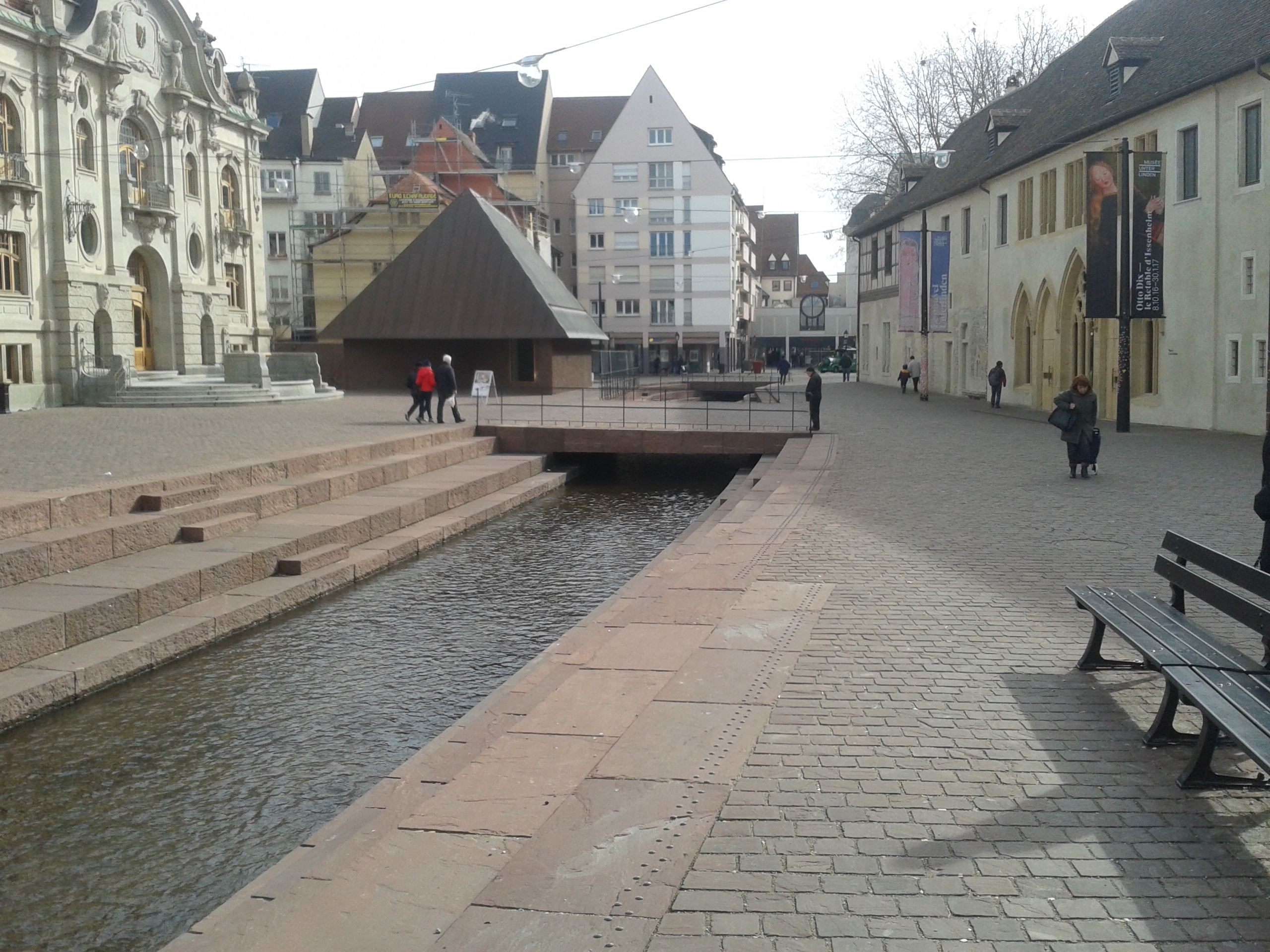
Wiedereröffnung des Sinn-Kanals, 2015
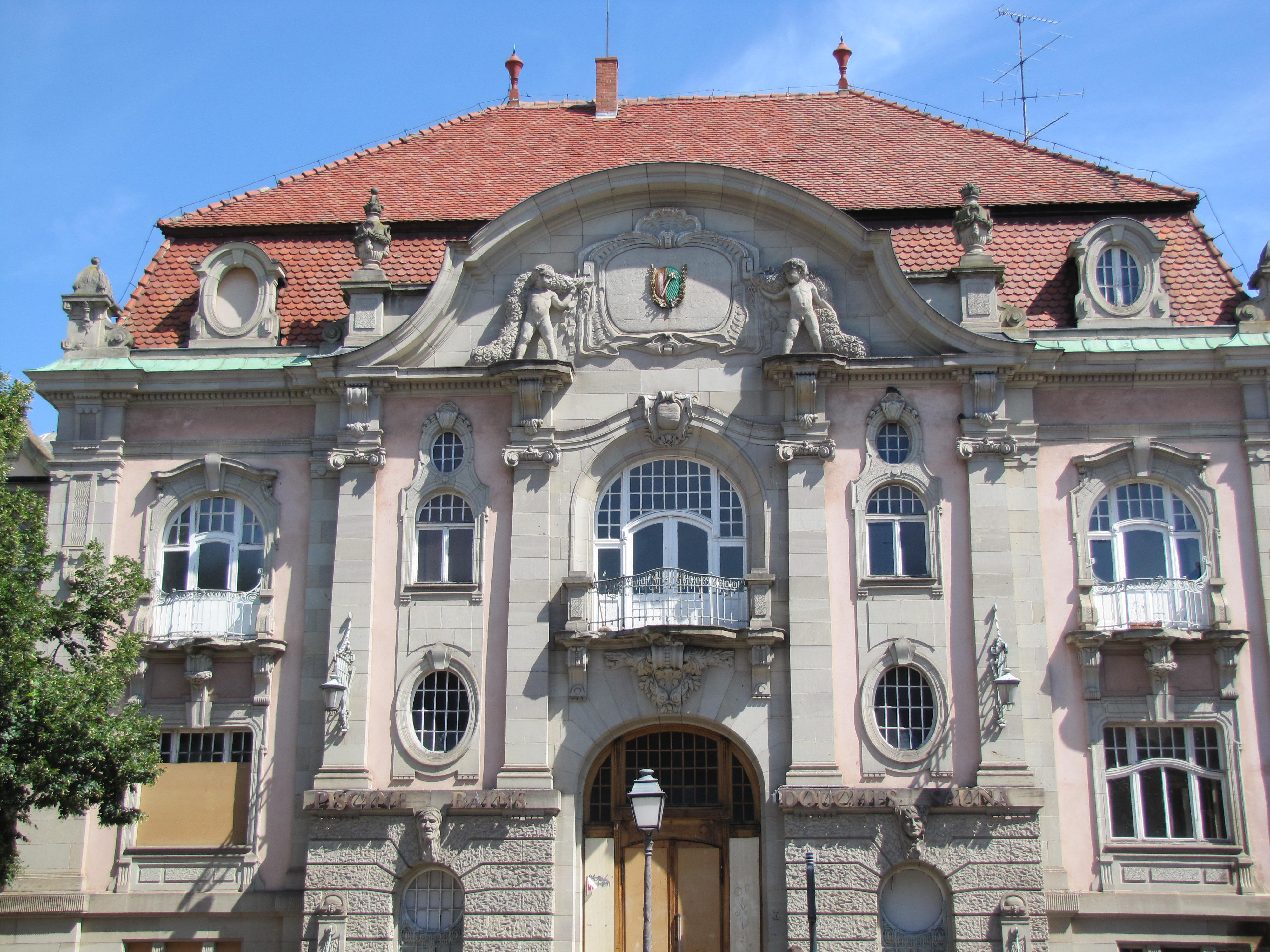
Musée Unterlinden – ehemaliges Stadtbad (« Piscine »)

## Sammlungen
Das Museum hat einen internationalen Ruf, vor allem wegen seines wichtigsten Exponats, dem weltberühmten Isenheimer Altar von Matthias Grünewald, Anfang des 16. Jahrhunderts erschaffen. Als hervorragend gilt auch die Sammlung von Gemälden und Skulpturen des späten Mittelalters und der Renaissance, u. a. mit Werken von Martin Schongauer, dessen Meister Caspar Isenmann, Cranach dem Älteren und Holbein dem Älteren.

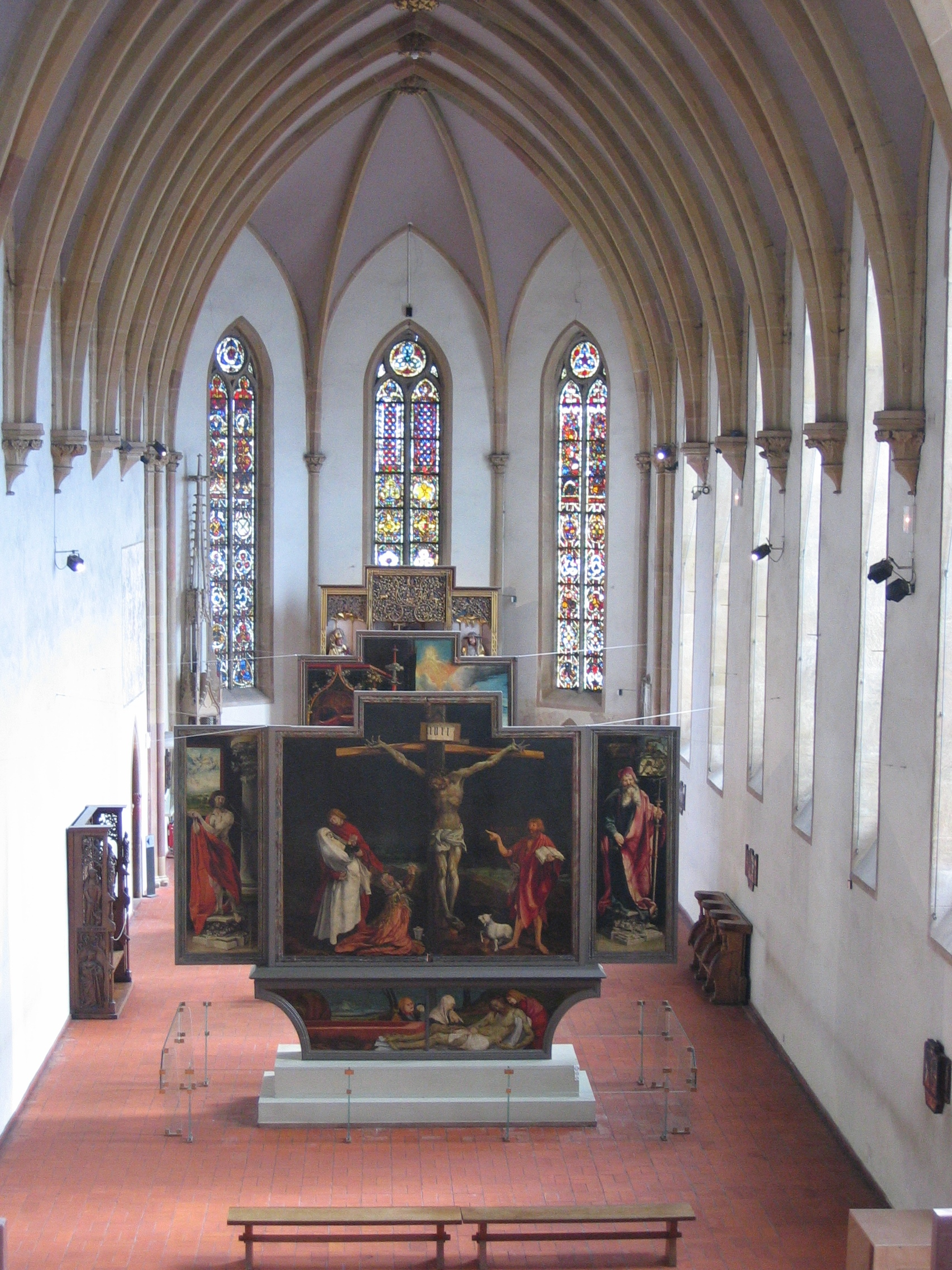
Der Isenheimer Altar von Matthias Grünewald vor dem Umbau 2012–2015
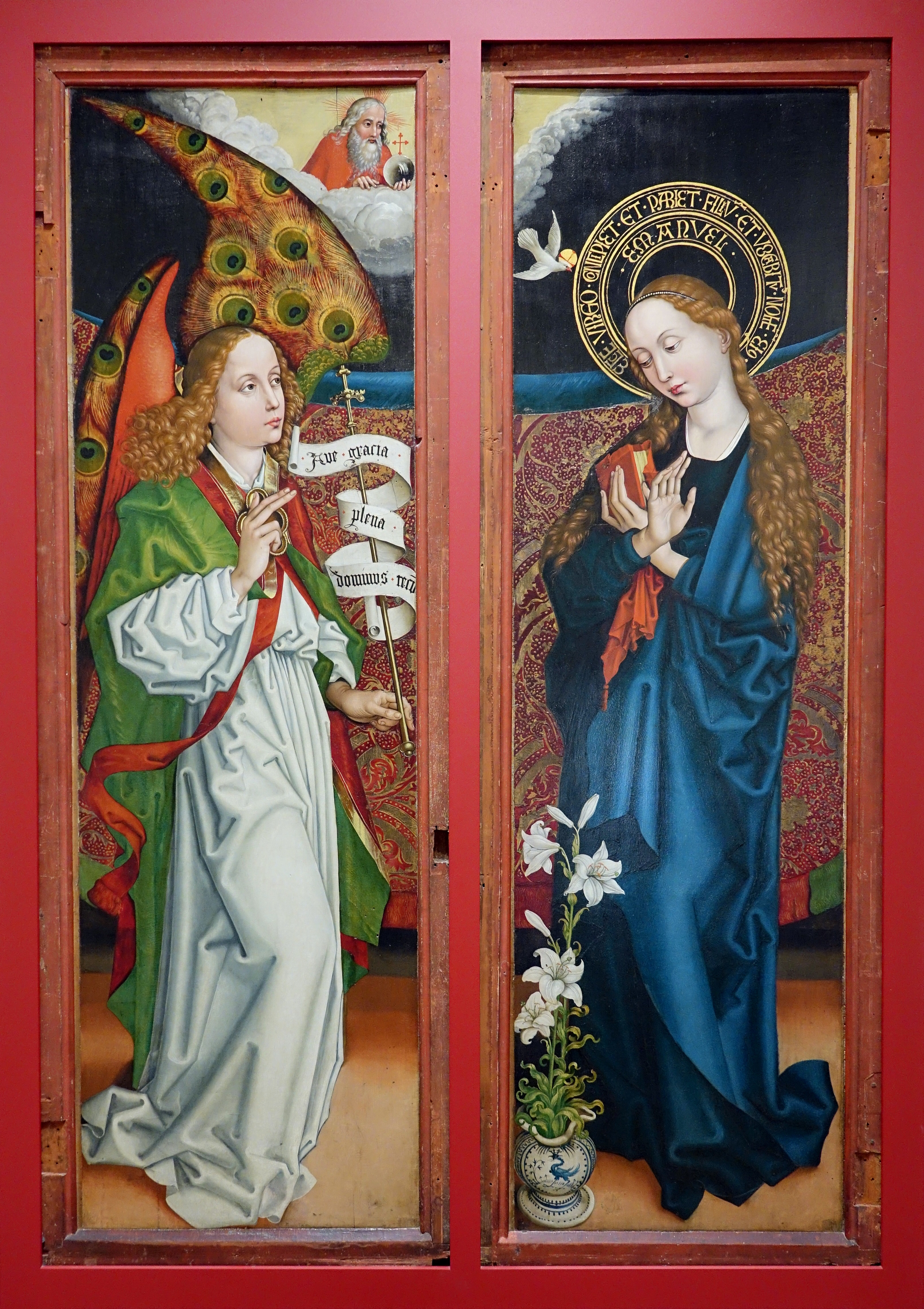
Verkündigung am Orlier-Altar (1472) von Martin Schongauer
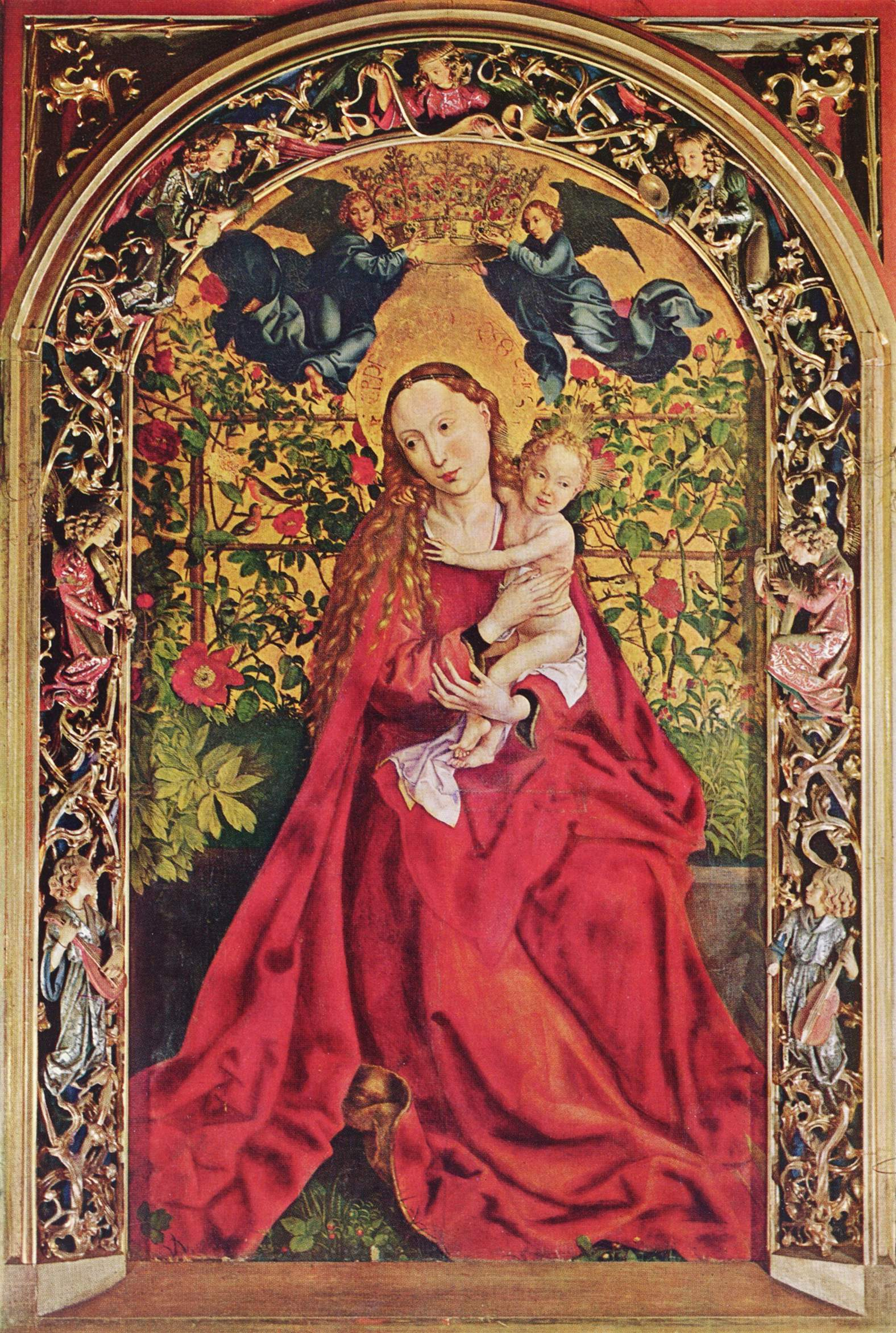
Maria im Rosenhag, 1473, Tempera auf Holz, Martin Schongauer (in der Dominikanerkirche)

Die enzyklopädische Dimension des Museums erweist sich in einer Sammlung archäologischer Fundstücke vom Neolithikum bis hin zur Merowingerzeit, ebenso wie in der Sammlung von Kunstgewerbe und Volkskunst vom 16. bis zum 19. Jahrhundert und in einer vielfältigen Kollektion von Gemälden des 19. Jahrhunderts. Weiterhin eine Sammlung fernöstlicher Kunst von Florine Langweil. Der sehr reiche Fundus an moderner und zeitgenössischer Kunst wurde aufgrund von Platzmangel bis 2012 nur unregelmäßig zur Schau gestellt, ist aber seit der Wiedereröffnung der auf 8.000 m² erweiterten Ausstellungsfläche Ende 2015 fester Bestandteil der Dauerausstellung. Die Erweiterung des Museums besteht aus dem angrenzenden ehemaligen Schwimmbad mit einer neobarocken Fassade und einem schmucklosen Neubau („Ackerhof“) mit einer Ziegelsteinfassade und Satteldach (Architekten: Herzog & de Meuron).
Das Unterlinden-Museum ist als ein Musée de France ausgezeichnet. Mit jährlich ca. 200 000 Besuchern nimmt es unter den meistbesuchten Kunstmuseen den ersten Platz im Elsass ein.
Das Museum liegt in der Colmarer Innenstadt, Rue d’Unterlinden Nr. 1.

## Ehemaliges Dominikanerinnenkloster
Historisch und baugeschichtlich von Bedeutung ist das ehemalige Dominikanerinnenkloster, in dessen erhaltenen Gebäuden sich heute das Museum befindet. 1232 hatten zwei adelige Witwen aus Colmar, Agnes von Mittelheim und Agnes von Hergheim (Herenkheim), mit Unterstützung von Dominikanern aus Straßburg ein Kloster Unter den Linden („sub tilia“) gegründet. Das Kloster wurde dann 1245 in den Dominikanerorden inkorporiert. Im Laufe des 13. Jahrhunderts baute man eine umfangreiche Klosteranlage; die 1252 begonnene und 1269 durch Albertus Magnus geweihte Kirche wurde auch für andere Klöster vorbildlich. 1289 konnte der Kreuzgang fertiggestellt werden. Religions- und literaturgeschichtlich bedeutend ist das wahrscheinlich Anfang des 14. Jahrhunderts von der Priorin Katharina von Gebersweiler († 1330/45) in lateinischer Sprache verfasste Schwesternbuch von Unterlinden; von mystischer Spiritualität beeinflusst, berichtet es, hagiographisch überhöht, vom Tugendstreben, der harten asketischen Praxis und den Gnadenerfahrungen verstorbener Nonnen. Im 15. Jahrhundert schloss sich das Kloster schon 1419 der klösterlichen Reformbewegung an und beteiligte sich in der Folgezeit geistig und personell auch an der Reform anderer Klöster; dazu erweiterte es beträchtlich seine Bibliothek.
Trotz wechselvoller geschichtlicher Ereignisse in den folgenden Jahrhunderten der Neuzeit erlebte das Kloster bis zu seiner erzwungenen Aufhebung keinen Niedergang.

## Ausstellungen (Auswahl)
- 2016/2017: Otto Dix – der Isenheimer Altar
- 2017: Jean-Jacques Karpff – Visitez au sublime. Katalog
- 2017: Rodtschenko – Sammlung Puschkin. Katalog
- 2018: Corpus Baselitz
- 2020: Colmar ville rêvée [Colmar, geträumte Stadt]
- 2021/2022: Têtes à têtes. Lucas Cranach der Jüngere / Elèves du Collège Molière de Colmar

## Ausgestellte Werke
Unter den Meisterwerken der Sammlungen des Unterlinden-Museums befinden sich viele Werke des Colmarer Künstlers Martin Schongauer (15. Jahrhundert), der für seine bereits von Albrecht Dürer bewunderten Stiche bekannt ist.

### Malerei
Der internationale Ruf des Museums gründet auf dem Meisterwerk des Isenheimer Altars, das Matthias Grünewald zwischen 1512 und 1516 für den Antoniter-Orden in Isenheim, einem etwa zwanzig Kilometer von Colmar entfernten Dorf, gemalt hatte. Der bildhauerische Teil stammt von Nicolas de Haguenau (um 1515). Das Altarbild wurde 1852 in die Kirche des ehemaligen Dominikanerklosters Unterlinden überführt und war das Juwel des damals dort gegründeten Museums.
Das Museum zeigt insbesondere auch:
- Die Kreuzigung (zwischen 1410 und 1415, Öl auf Tanne) von Hermann Schadeberg, geprägt von den Merkmalen der internationalen Gotik;
- Porträt einer Frau (um 1510, Öl auf Holz) von Hans Holbein d. Ä.; das einzige Gemälde dieses Künstlers in einem französischen Museum im spätgotischen Stil, das bereits von den Neuheiten der Renaissance durchdrungen ist;
- Das Altarbild der Stiftskirche Saint-Martin (Martinsmünster) mit „Der Einzug Christi in Jerusalem“ und „Das letzte Abendmahl“ (1465, Öl auf Tanne) von Caspar Isenmann, ausgestellt bis 1720 in der Stiftskirche Saint-Martin in der Stadt;
- Das Orlier-Altarbild zum Thema „Die Verkündigung“ (zwischen 1470 und 1475, Öl auf Tanne) von Martin Schongauer von der Komturei des Antoniter-Ordens von Isenheim;
- Noli me tangere (Dominikanisches Altarbild) (um 1480, Öl auf Tanne) von Martin Schongauer, Triptychon mit der Passion Christi (auf 16 Tafeln innen) und den sieben Freuden der Jungfrau[16] (in acht Außengemälden);
- Melancholie (1532, Öl auf Holz) von Lucas Cranach dem Älteren, inspiriert von Dürers Stich Melencolia I;
- Das Tempelhof-Altarbild (um 1445–1450) von Jost Haller, das sich ursprünglich in Bergheim befand;
- Das Altarbild des Heiligen Johannes des Täufers (1526);
- Das Wunder der Wiederauferstehung von Brathähnchen (um 1470), Galgenwunderszene.

### Skulpturen
- Die Jungfrau von Niedermorschwihr (um 1500, Lindenholz), Marienbildnis, wahrscheinlich aus einer Straßburger Werkstatt;
- Das Bergheimer Altarbild (1515–1517, Linde) von Veit Wagner, zu dem der Heilige Georg gehört, der den Drachen tötet, die Verkündigung und die Anbetung der Hirten;
- Die Anbetung der Könige (um 1525, Linde), anonymer Künstler;
- Das Martyrium der Heiligen Katharina (um 1520–1525, Linde), anonymer Künstler.

### Stiche
- Die Jungfrau mit dem Papagei (1470–1475, Kupferstich) von Martin Schongauer, der sich wahrscheinlich von „flämischen Primitiven“ wie denen von Dierick Bouts inspirieren ließ;
- Die Versuchung des Heiligen Antonius (1470–1475, Kupferstich) von Martin Schongauer, erinnert an Werke von Bosch oder Grünewald;
- Ecce homo (1475–1480, Kupferstich) von Martin Schongauer, Szene aus der Passion Christi;
- Zwei Männer in Gesellschaft (1480–1485, auf Kupfer graviert) von Martin Schongauer;
- Die Flucht nach Ägypten (um 1470–1475) von Martin Schongauer;
- Erste verrückte Jungfrau (um 1480–1485) von Martin Schongauer.

## Galerien

### Gemälde

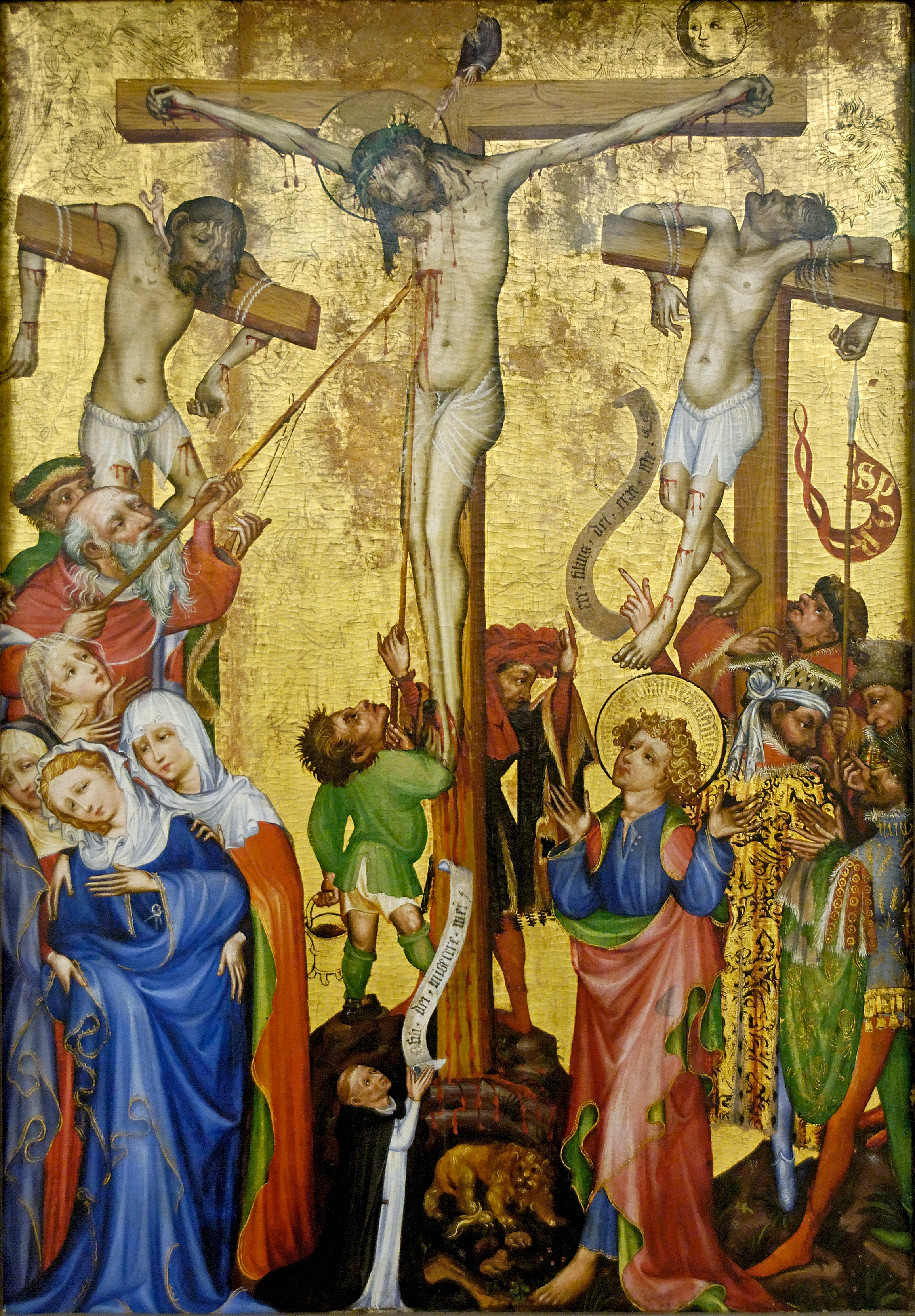
Kreuzigung, Meister der Colmarer Kreuzigung - Hermann Schadeberg (ca. 1410 – 1415)
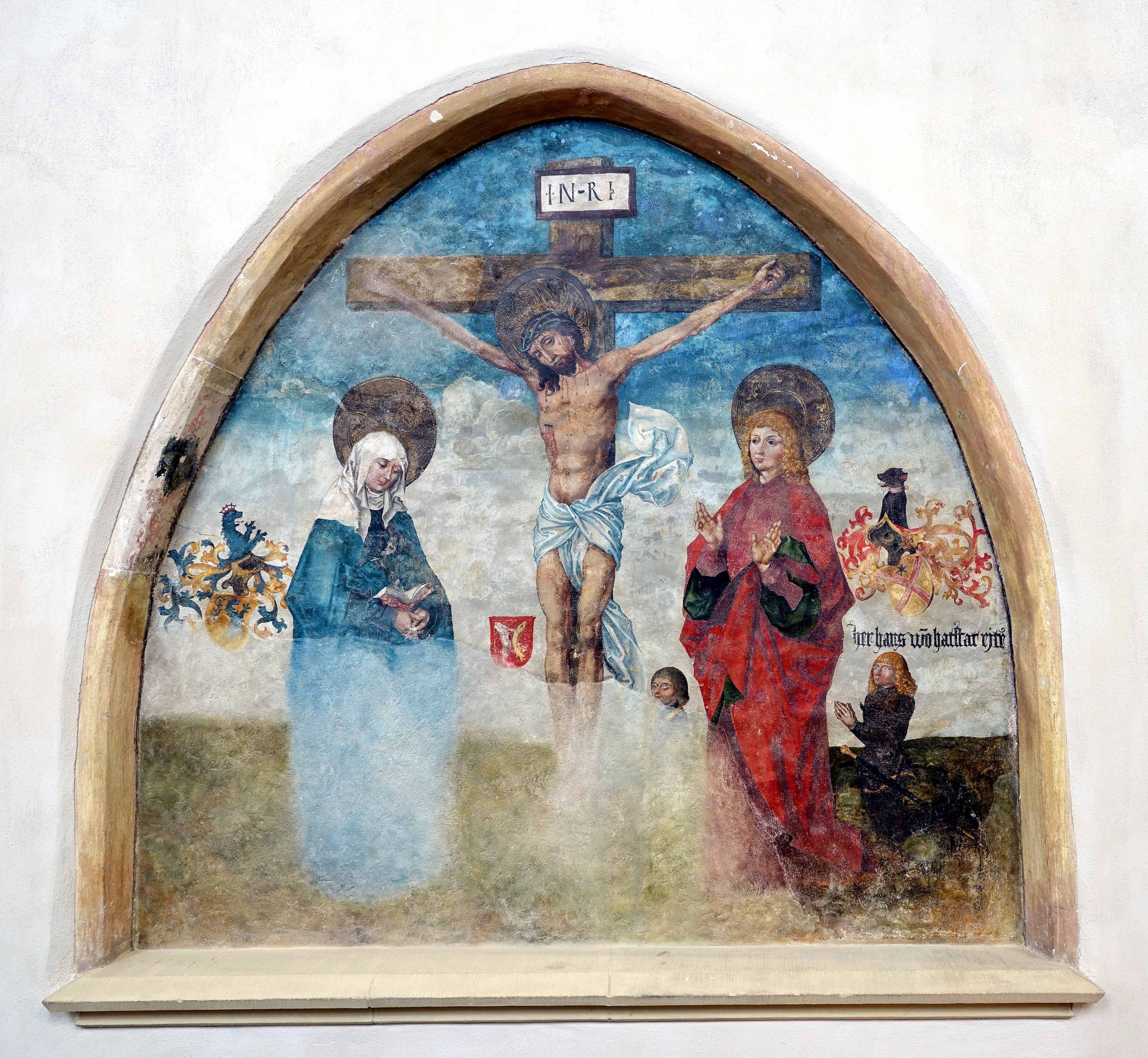
Kreuzigung (um 1480)
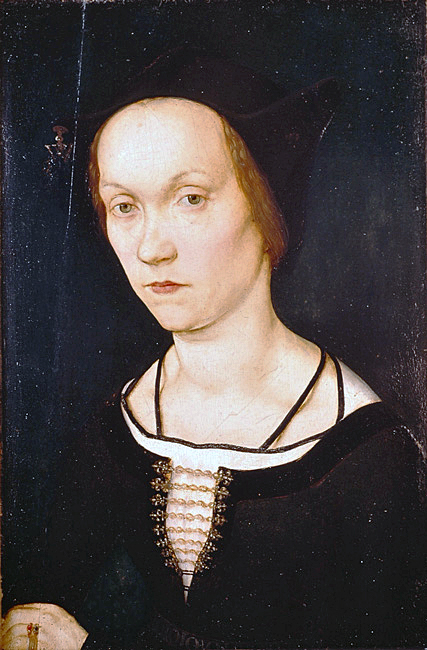
Hans Holbein der Ältere, Portrait einer Frau (um 1510)
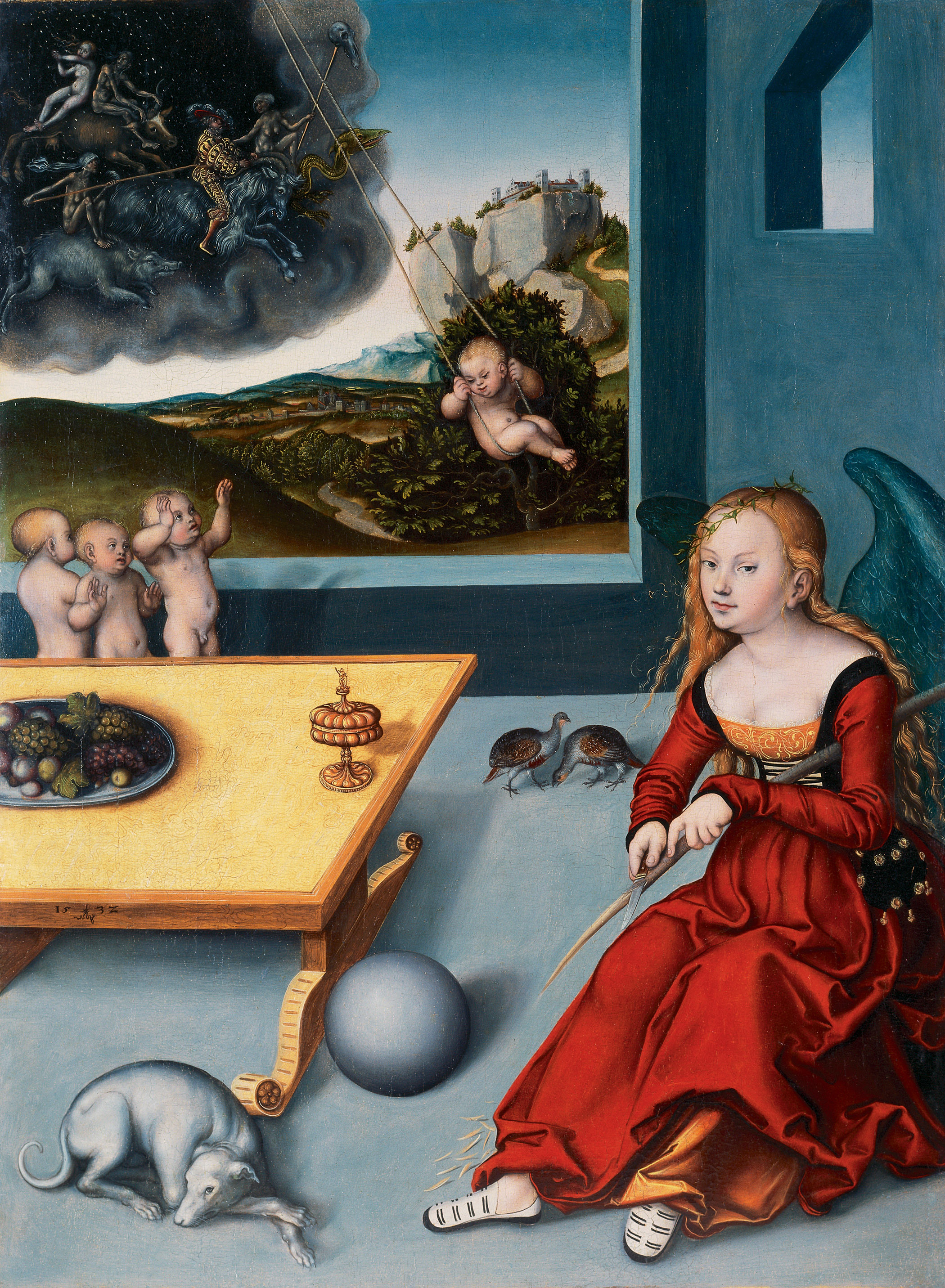
Lucas Cranach der Ältere, Die Melancholie (1532)
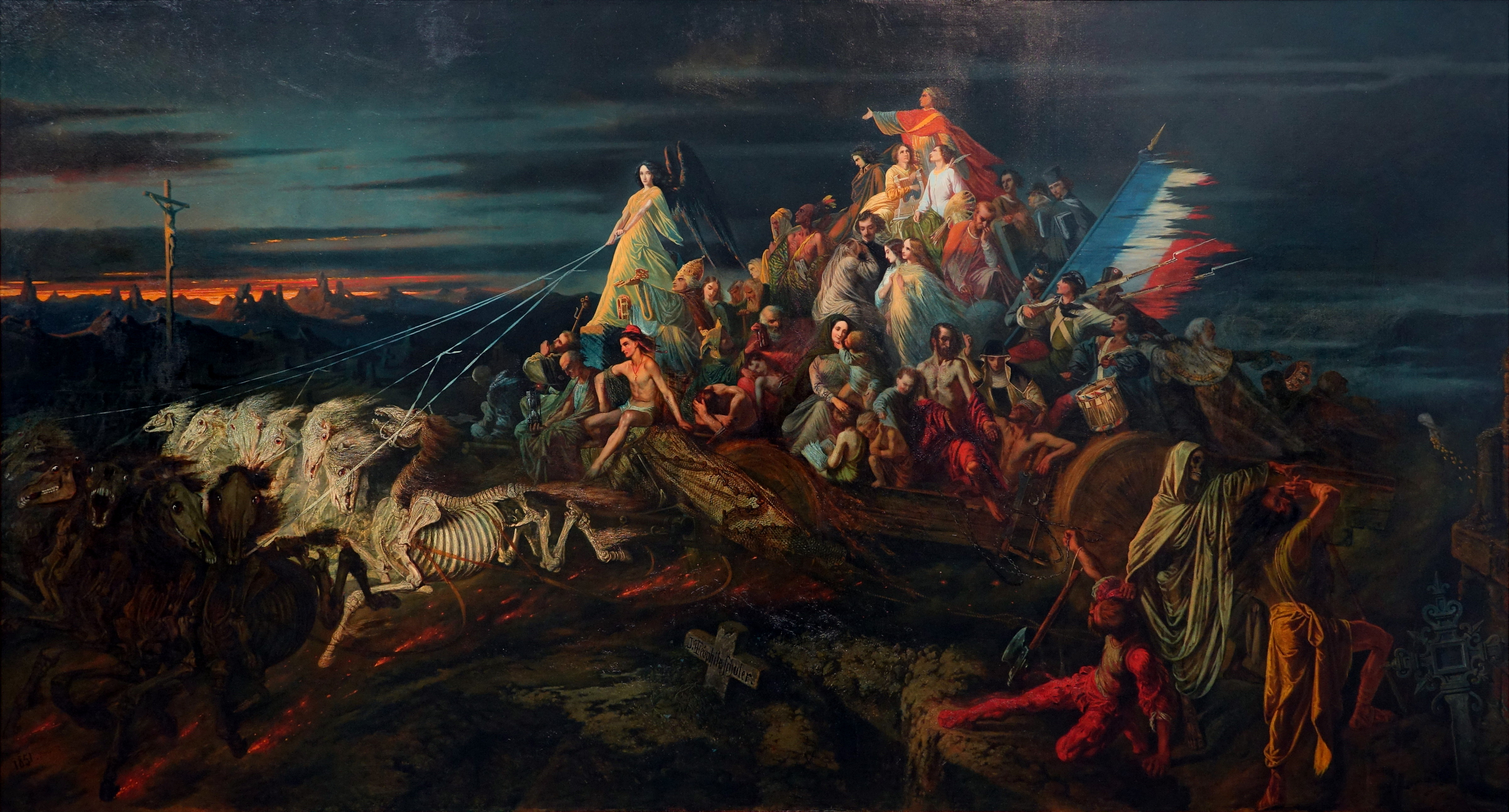
Théophile Schuler, Le char de la mort / Der Streitwagen des Todes (1848)
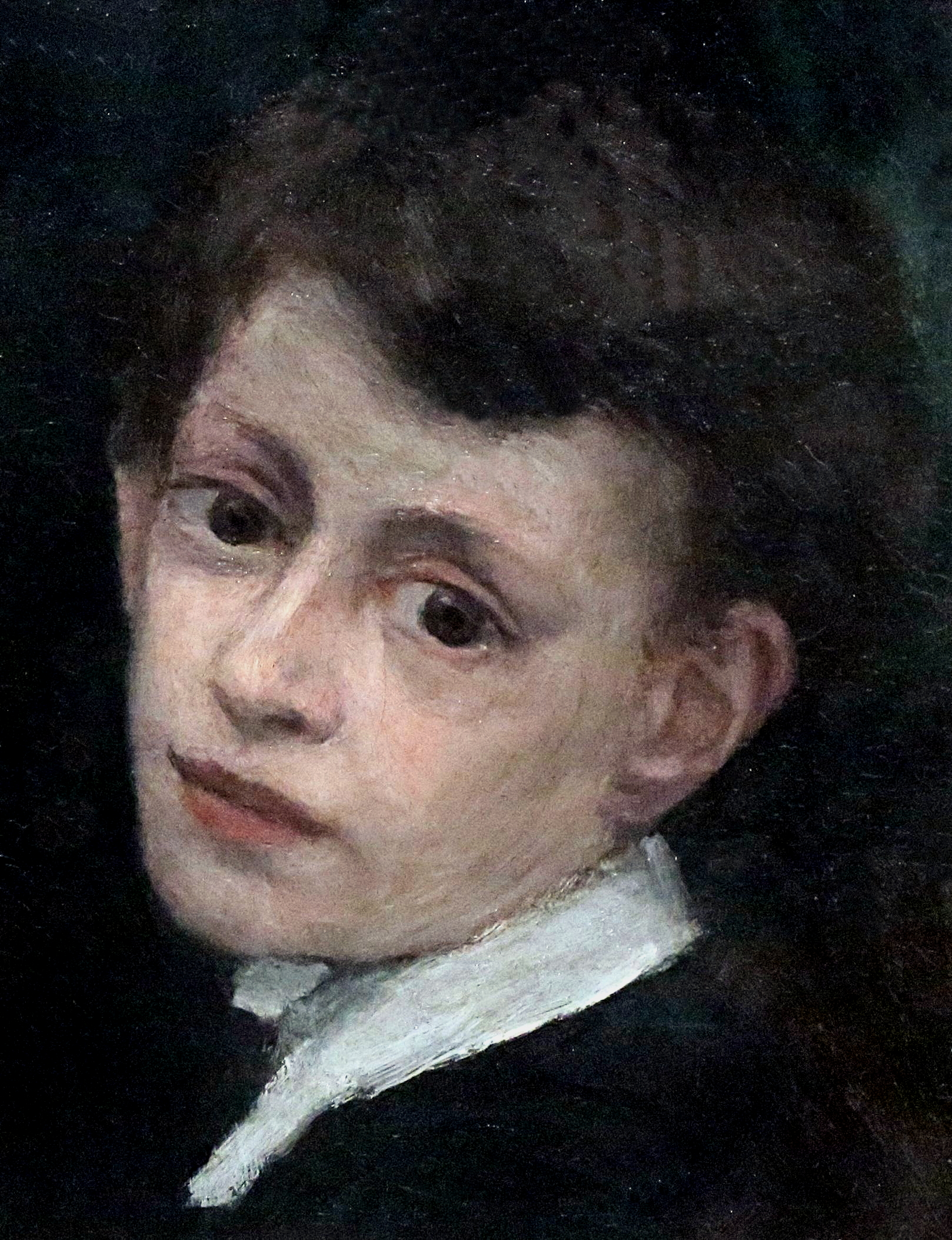
Auguste Renoir, Portrait de Joseph Le Cœur (um 1870–1872)
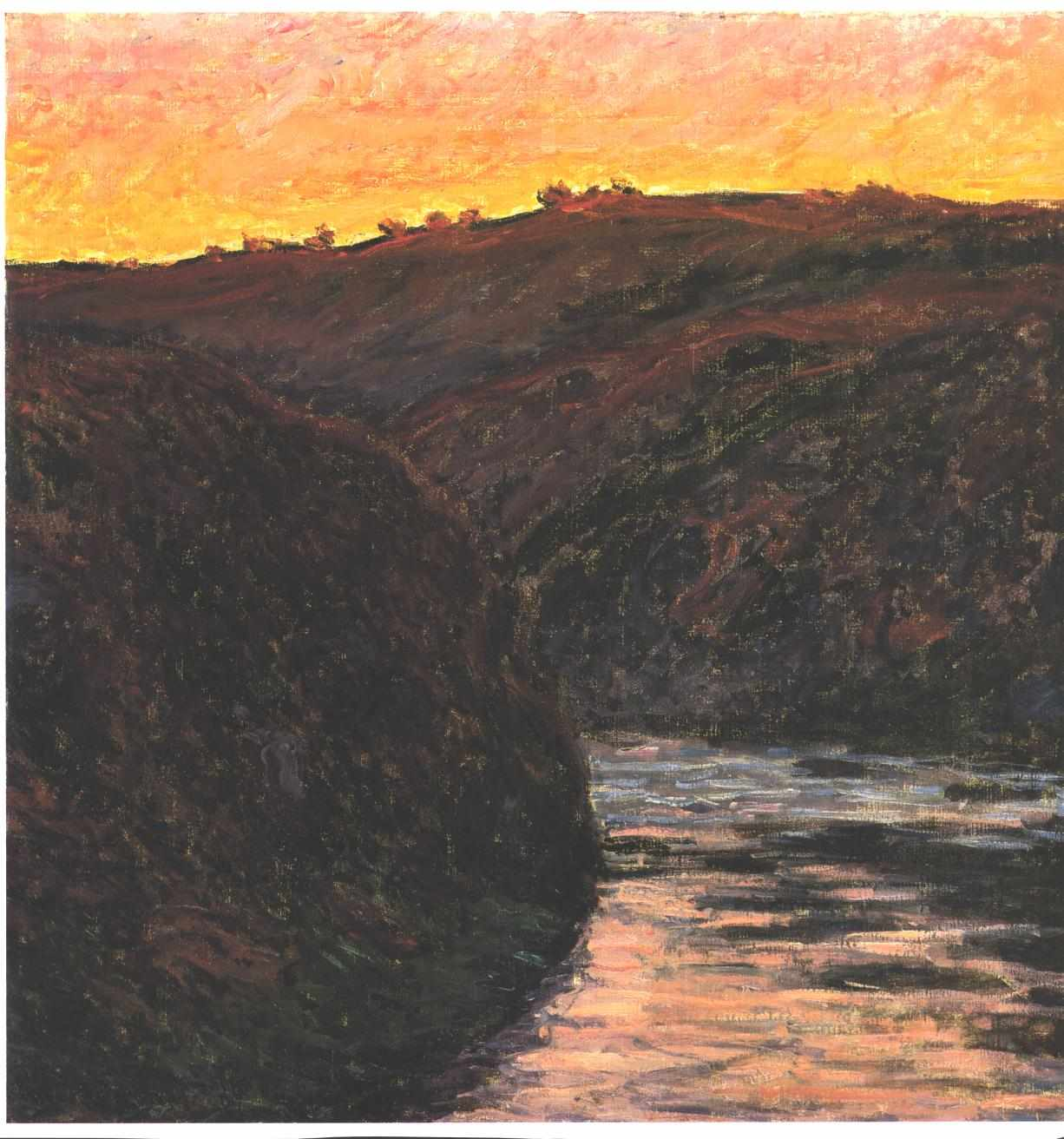
Claude Monet, Vallée de la Creuse au soleil couchant / Tal der Creuse bei Sonnenuntergang (1889)
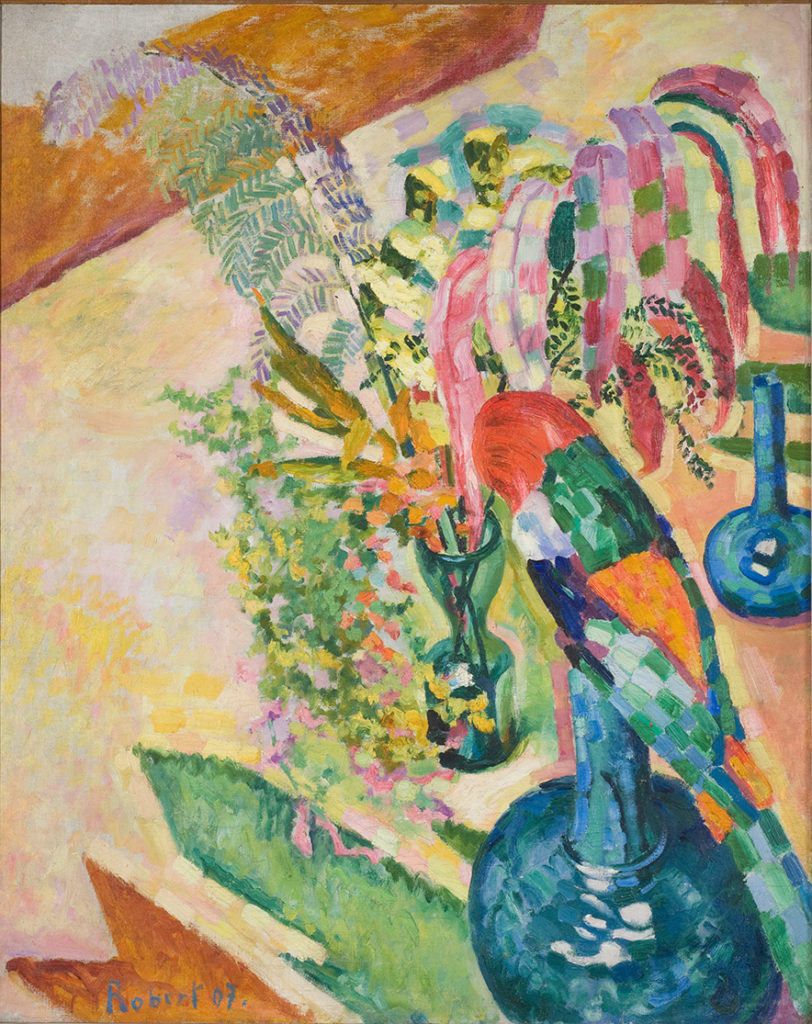
Robert Delaunay, Nature morte au perroquet / Stillleben mit einem Papagei (1907)
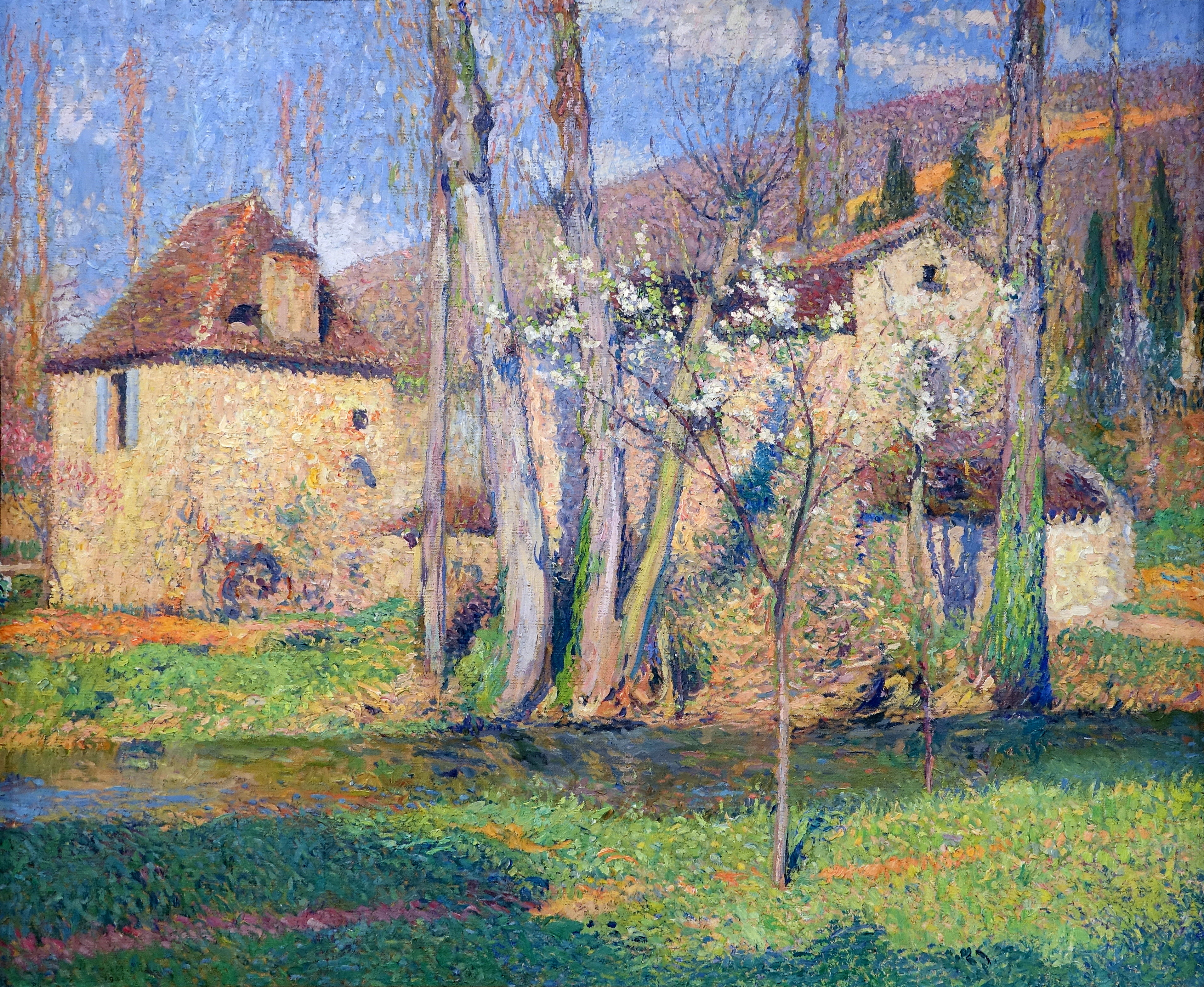
Henri Martin, Chaumières au printemps / Strohgedeckte Häuser im Frühjahr (1910)
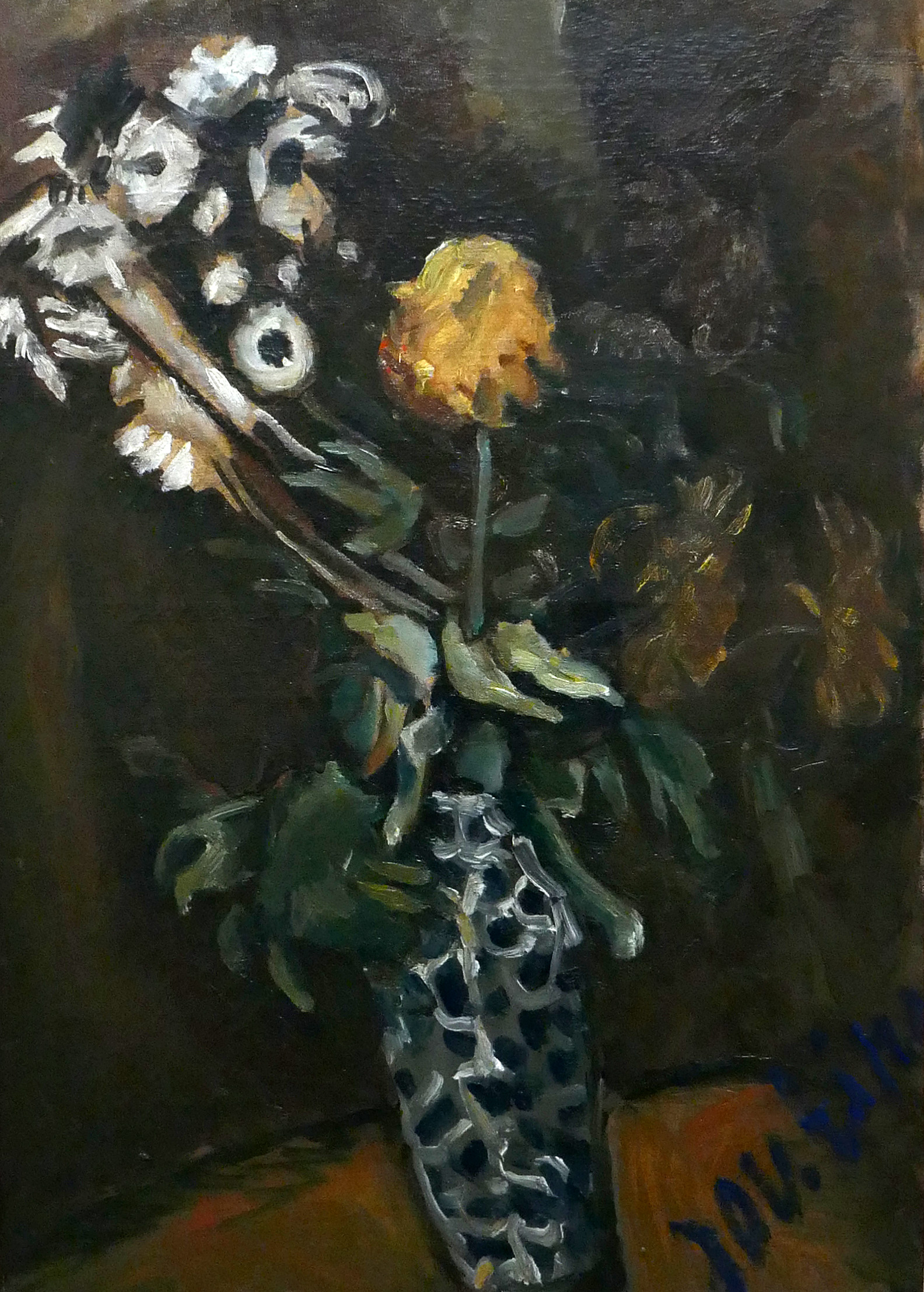
Chaim Soutine, Le Vase de fleurs / Die Blumenvase (1918)
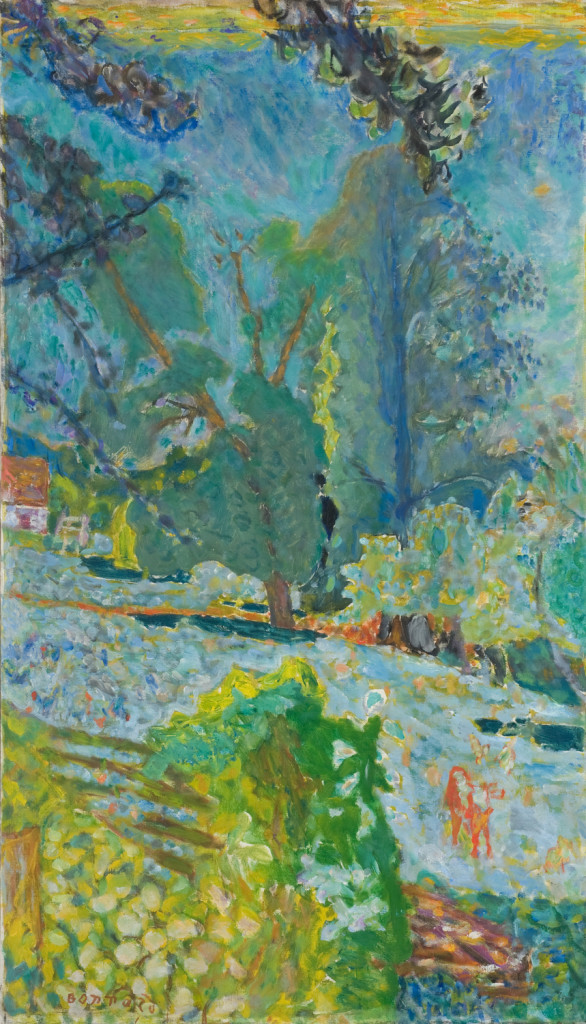
Pierre Bonnard, Paysage normand / Normannische Landschaft (1920)
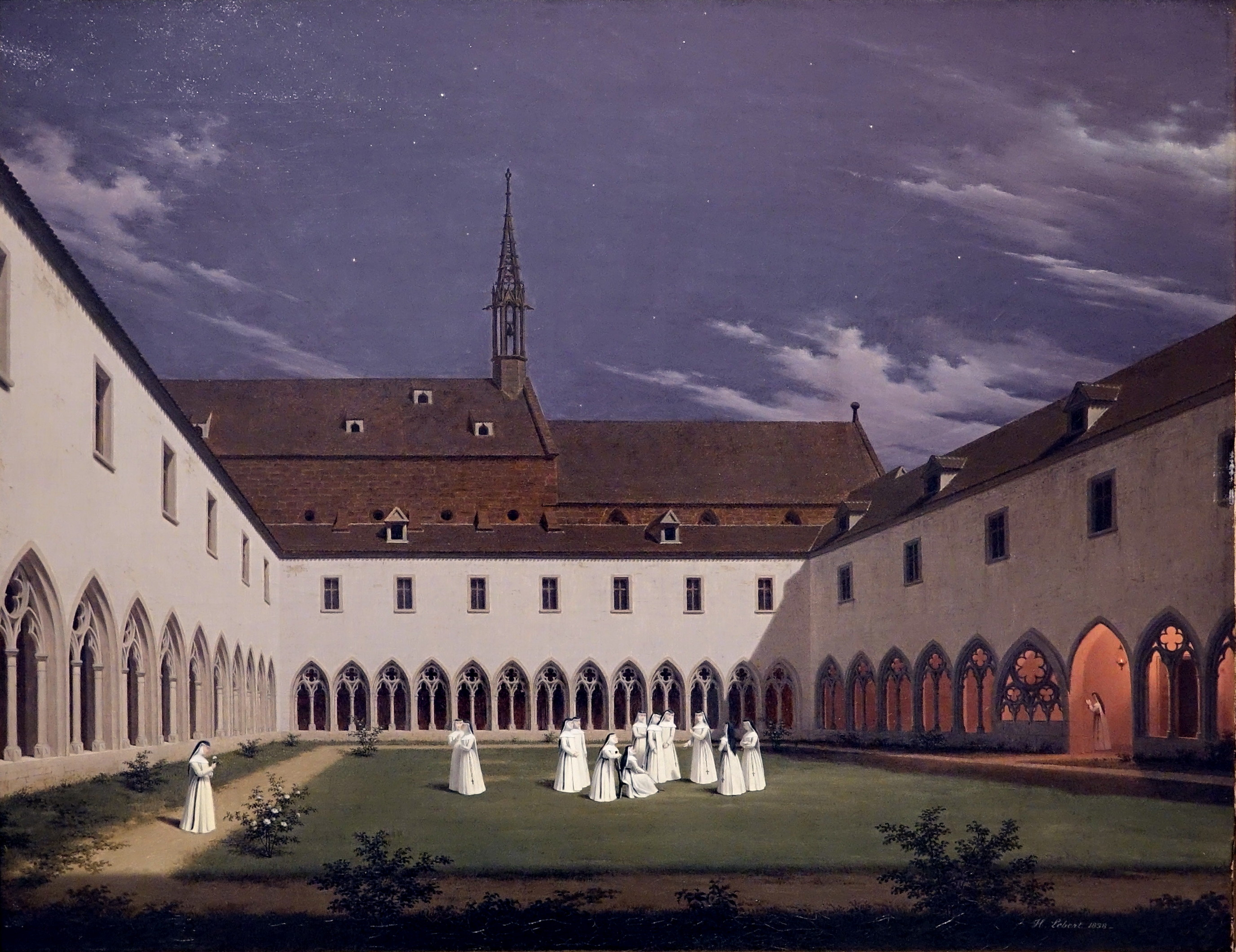
Henri Lebert, Couvent des Unterlinden / Frauenkloster von Unterlinden (1838)
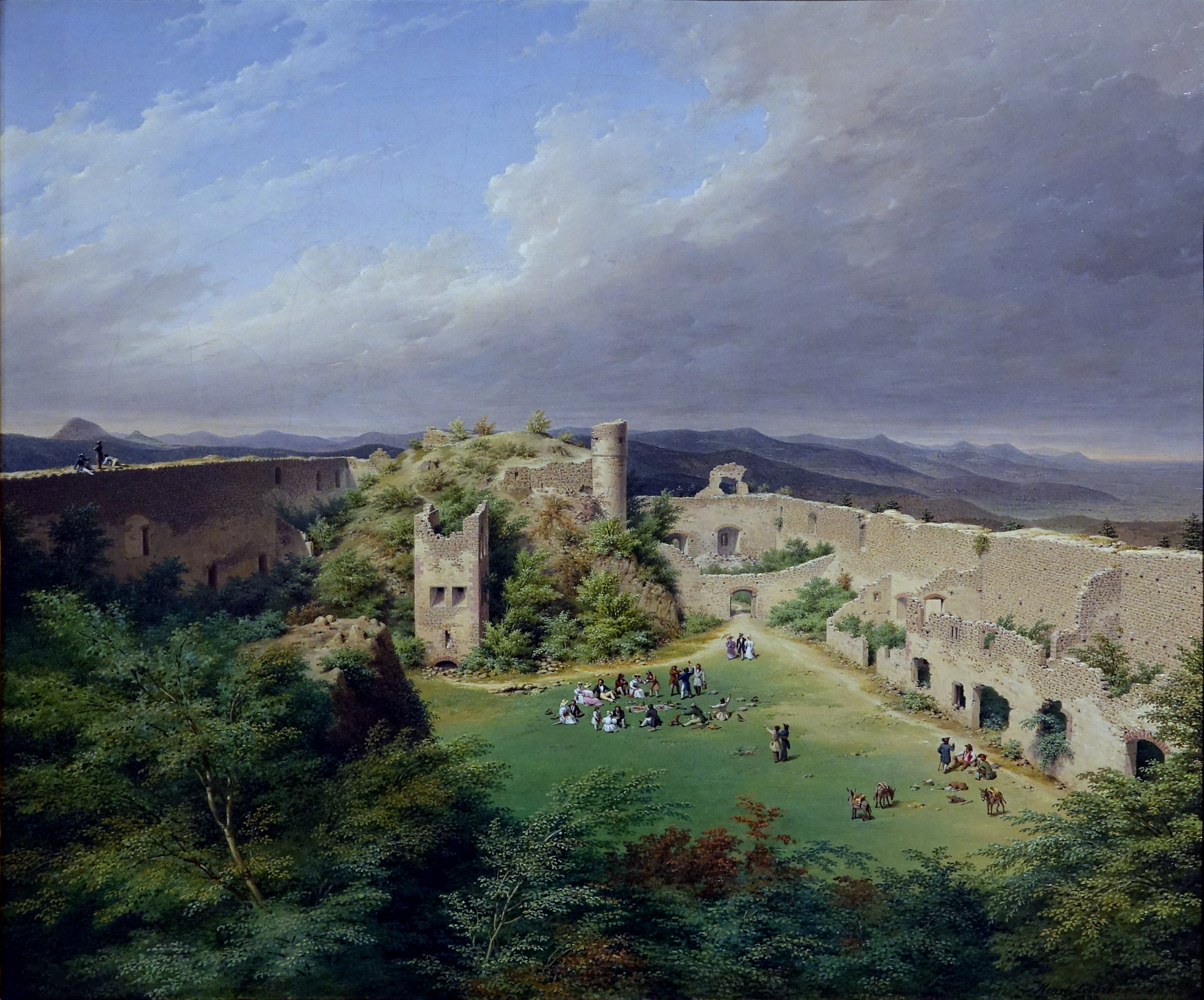
Henri Lebert, Vue du Haut-Landsbourg / Ansicht von Burg Hohlandsberg (1833)
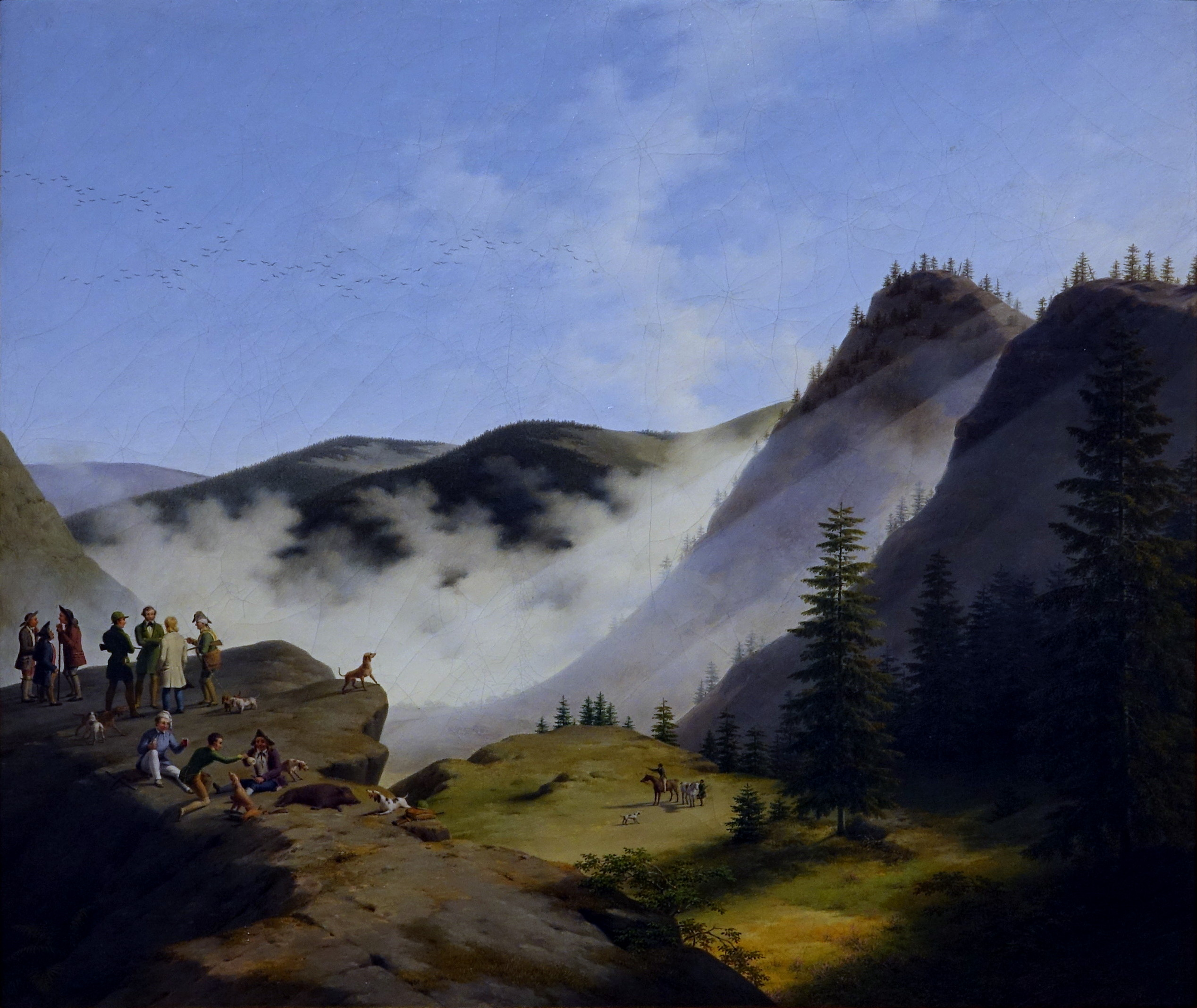
Henri Lebert, À la Wormsa / An der Wormsa (um 1828)

### Altarbilder

Matthias Grünewald, Isenheimer Altar
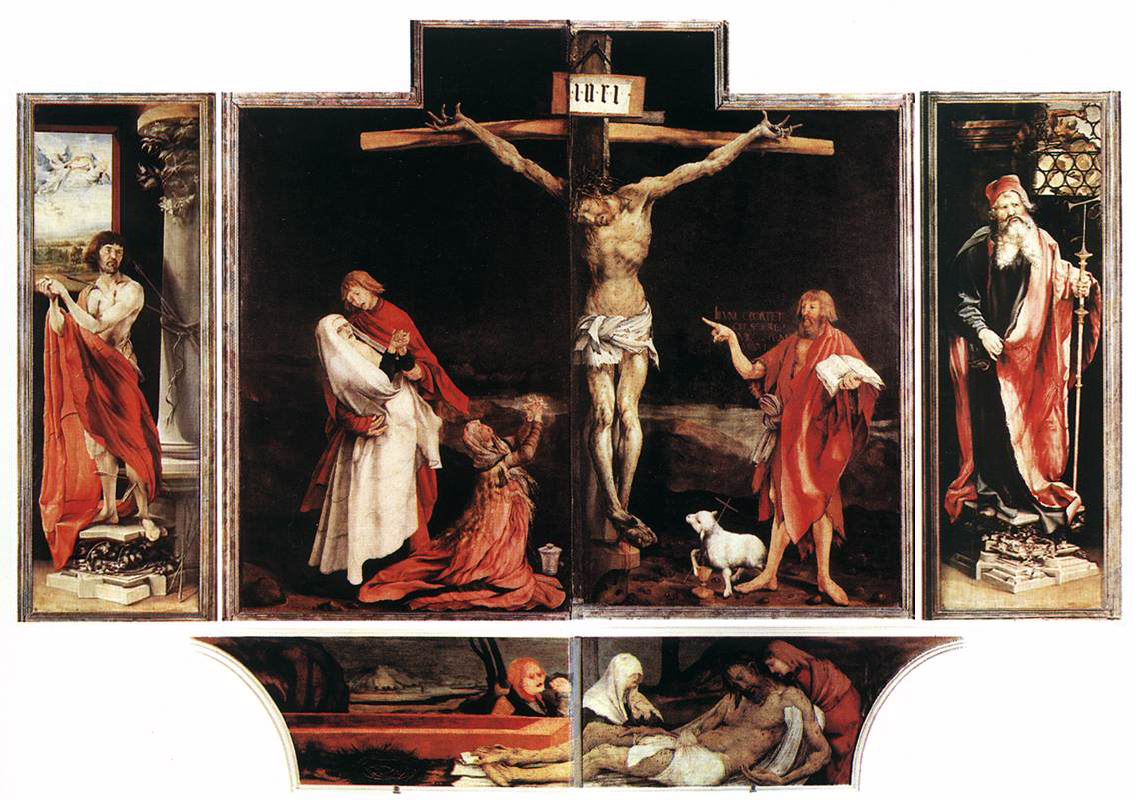
Heiliger Sebastian | Kreuzigung und Heiliger Johannes der Täufer | Heiliger Antonius | Wehklage (Predella)
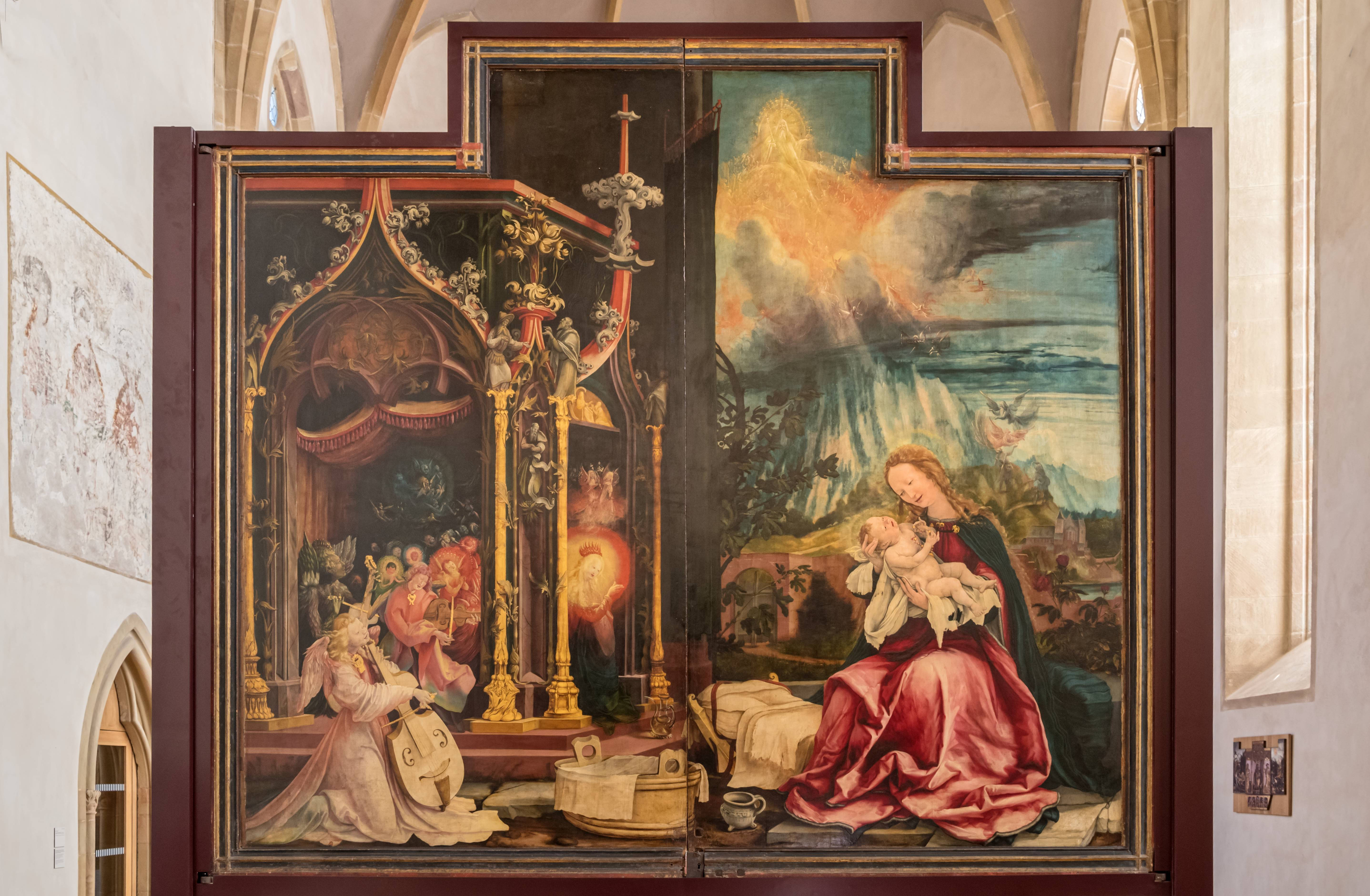
Konzert der Engel und Christi Geburt
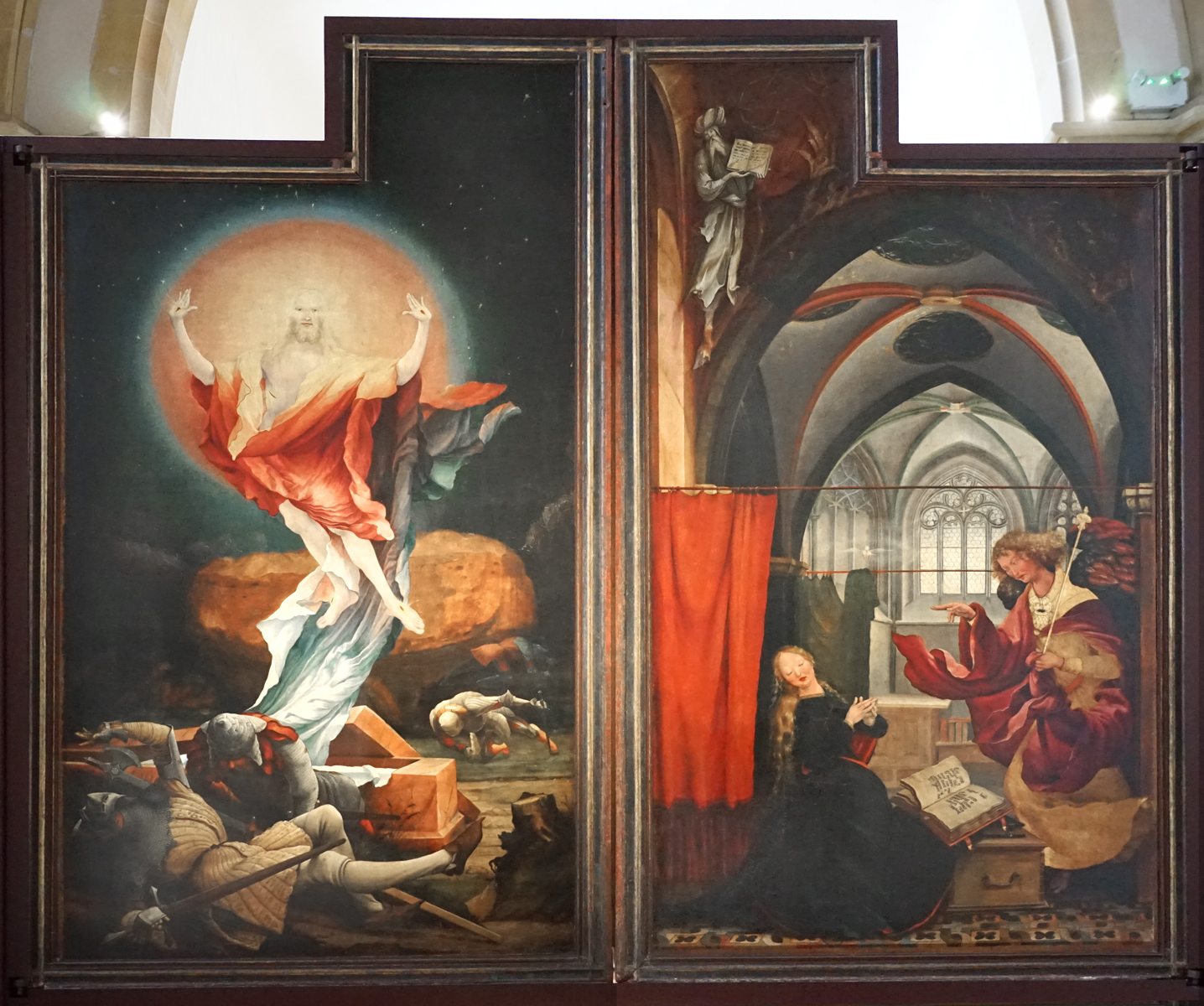
Auferstehung | Verkündigung
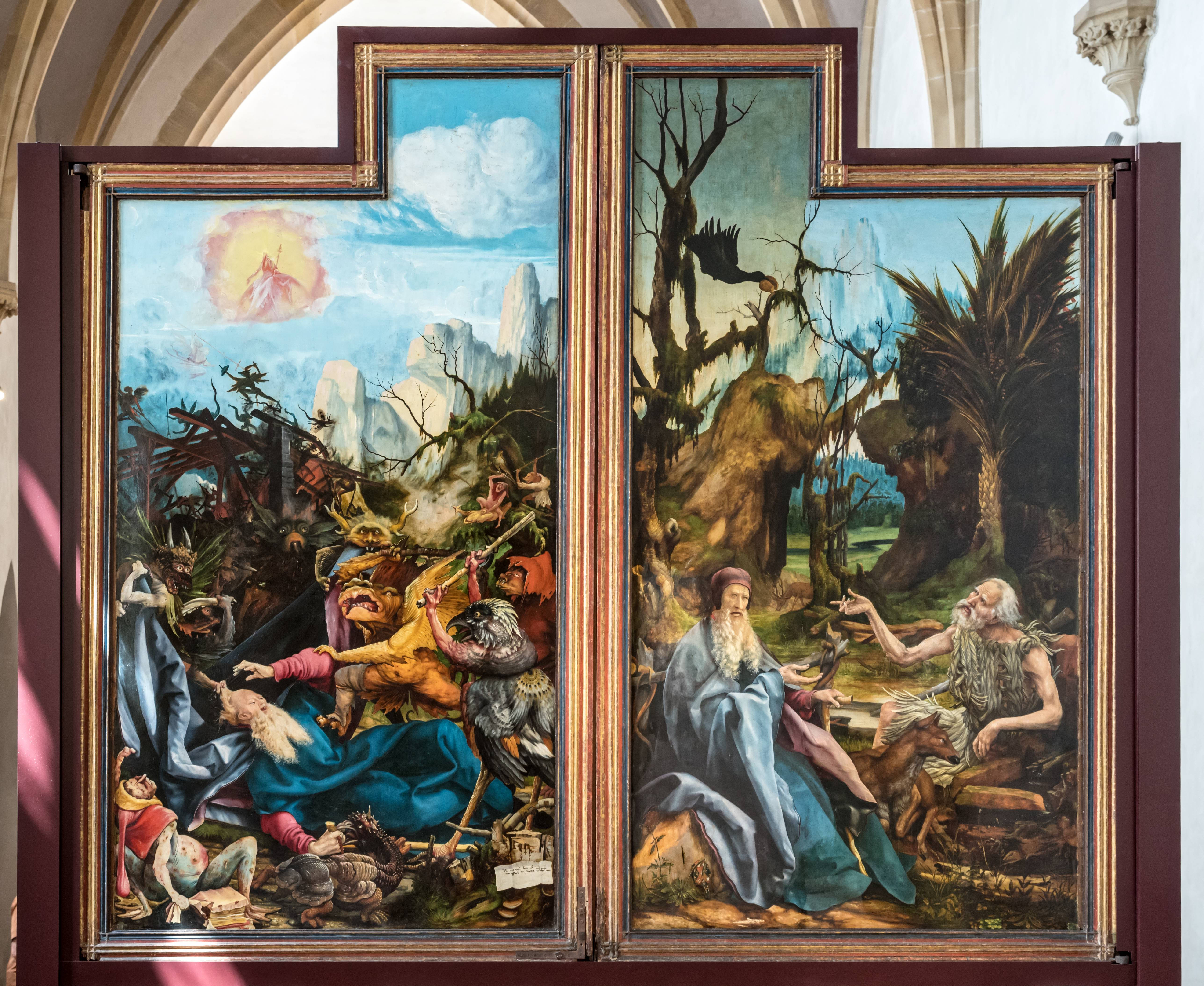
Versuchung des Heiligen Antonius | Besuch des Heiligen Antonius beim Hl. Paulus
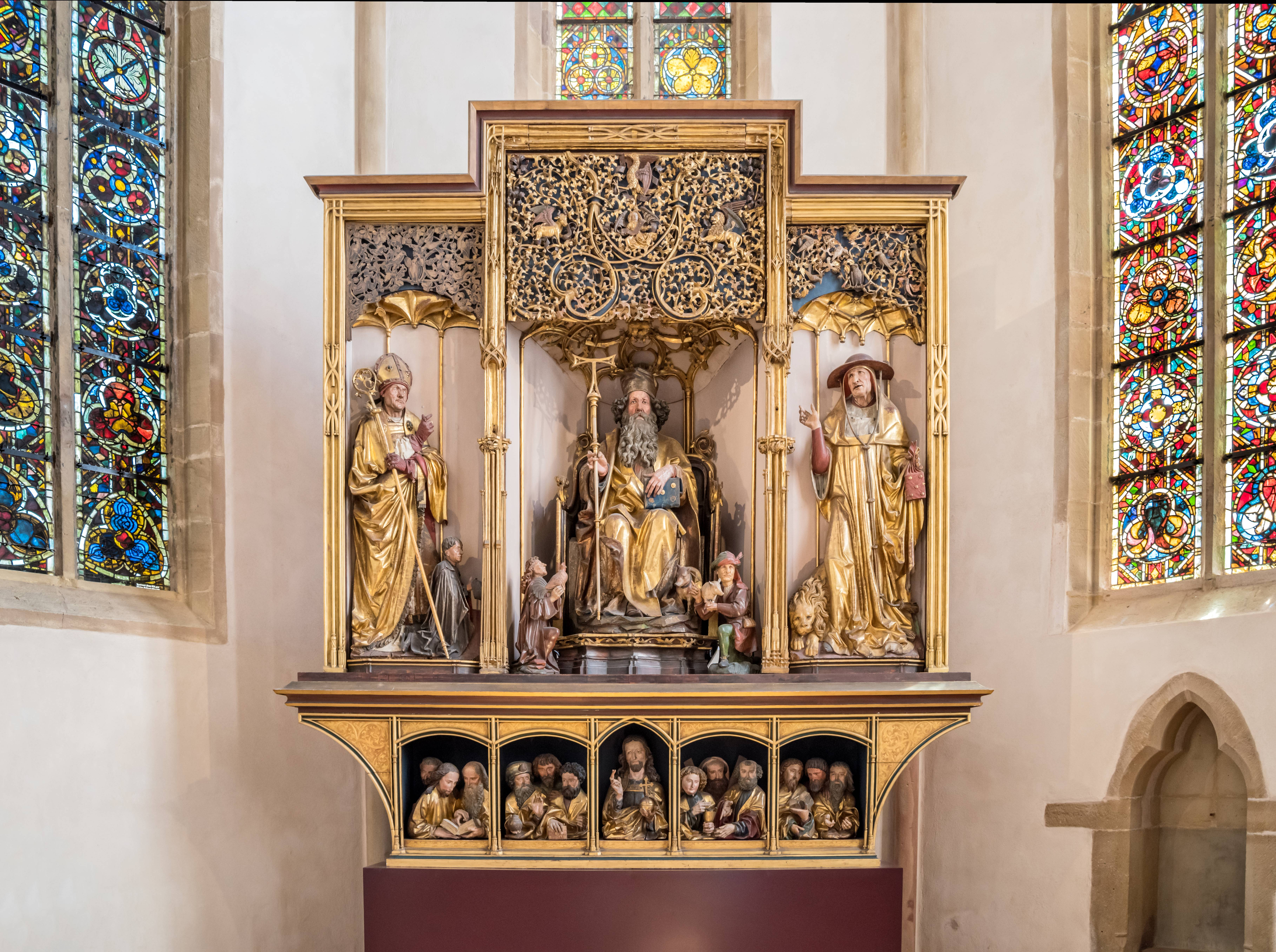
Skulpturen | Christus und die zwölf Apostel

Caspar Isenmann, Altarbilder vom Martinsmünster (Colmar)
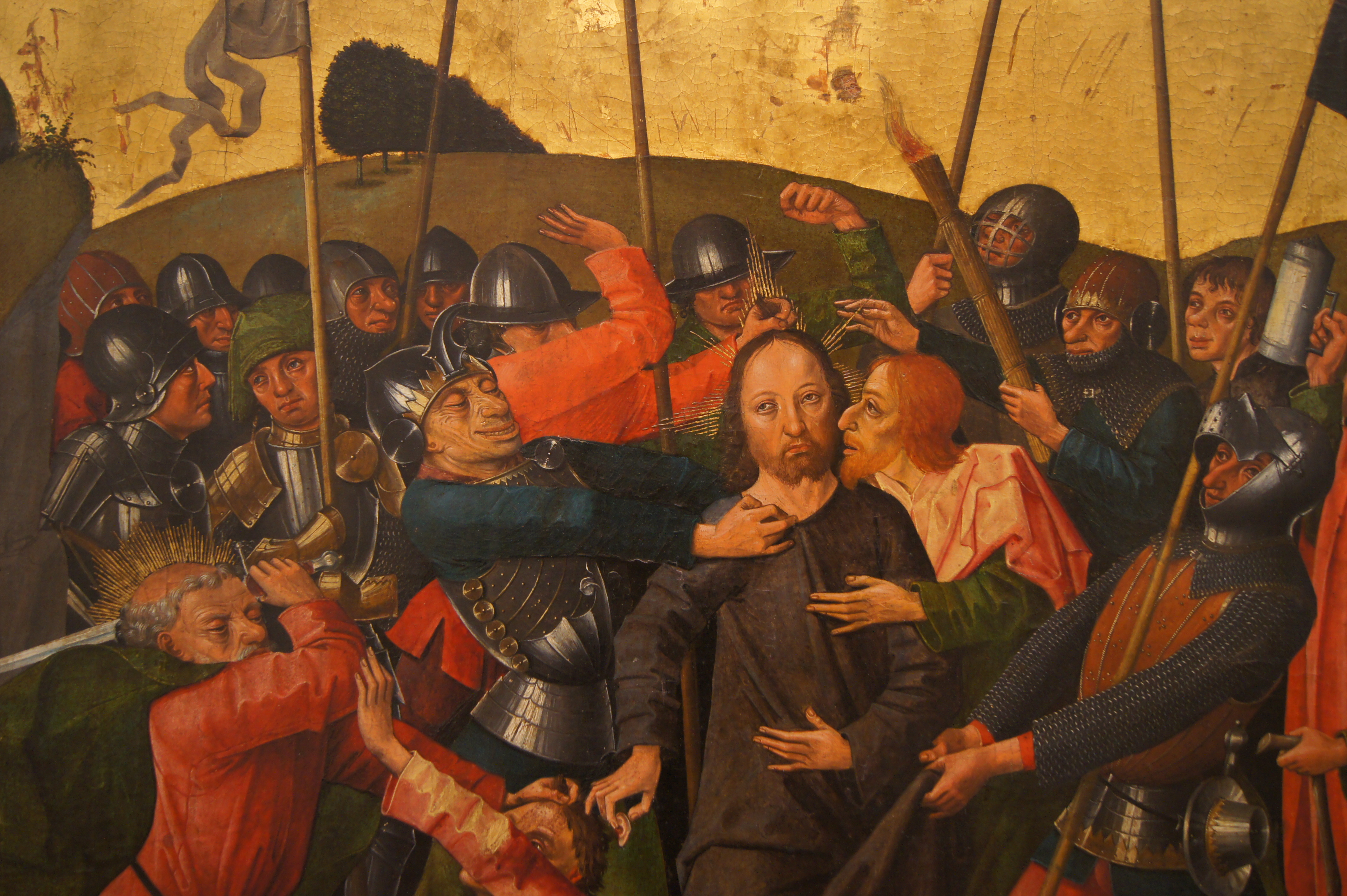
Die Verhaftung von Jesus
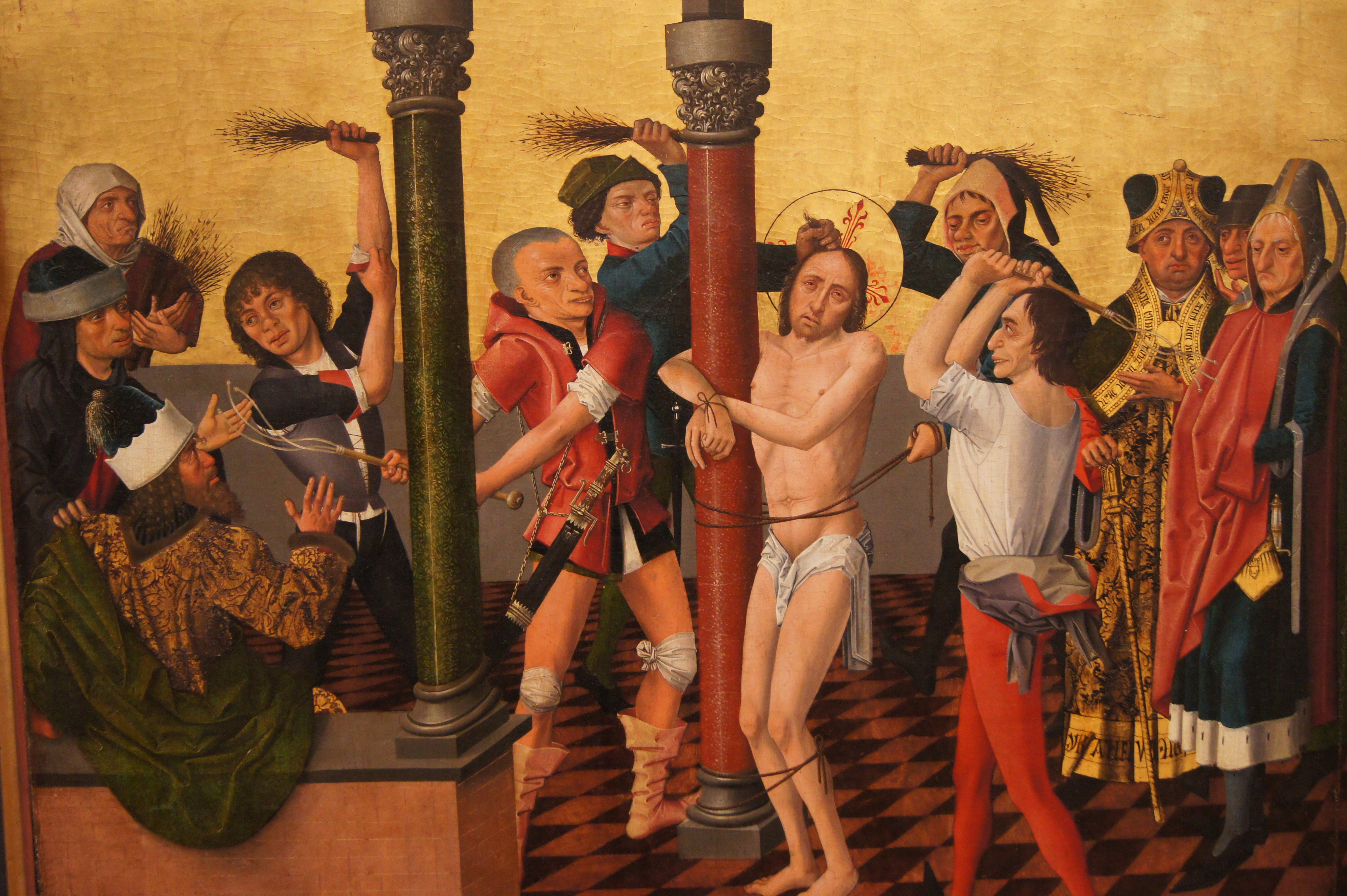
Auspeitschung
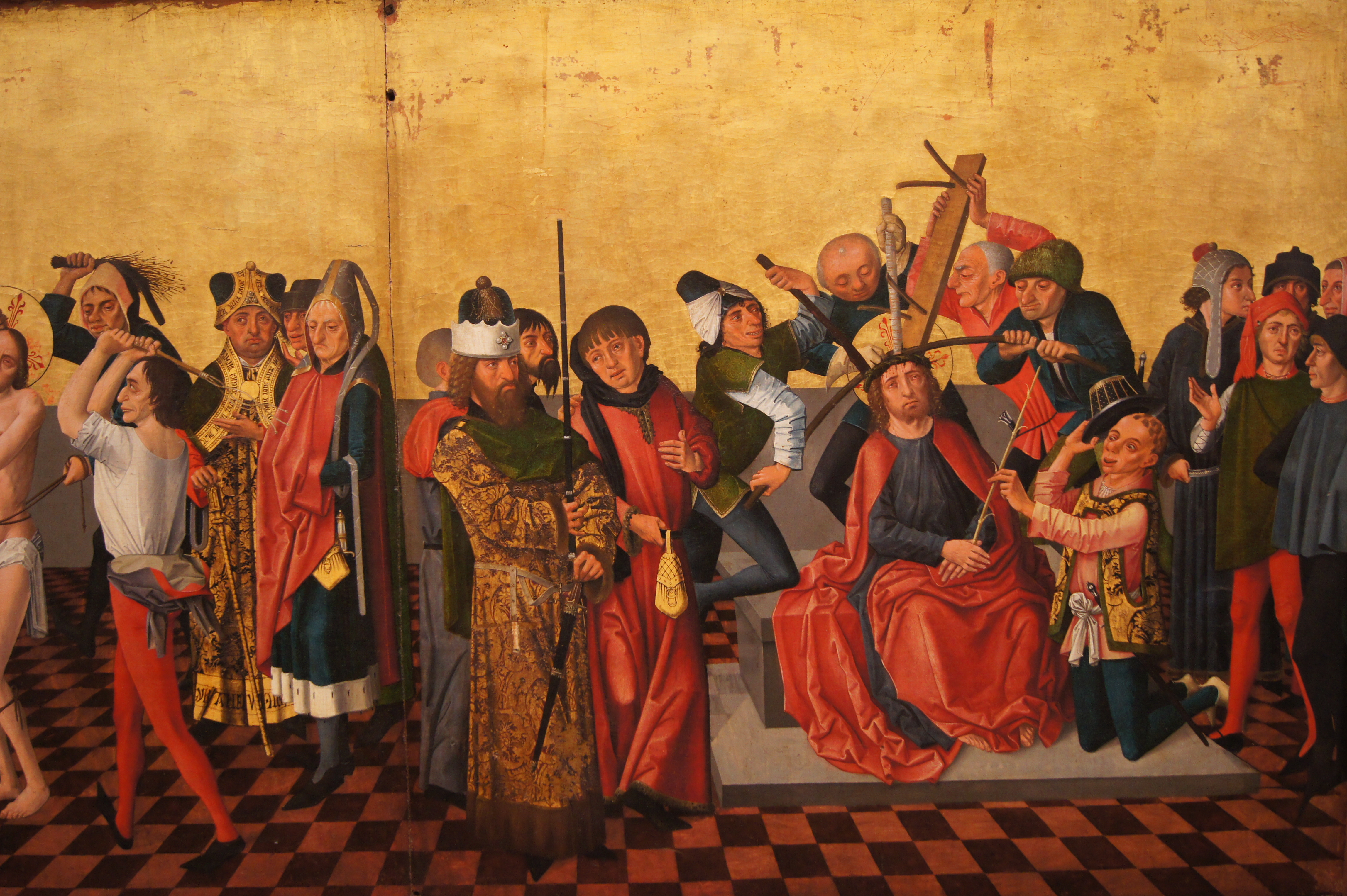
Dornenkrönung
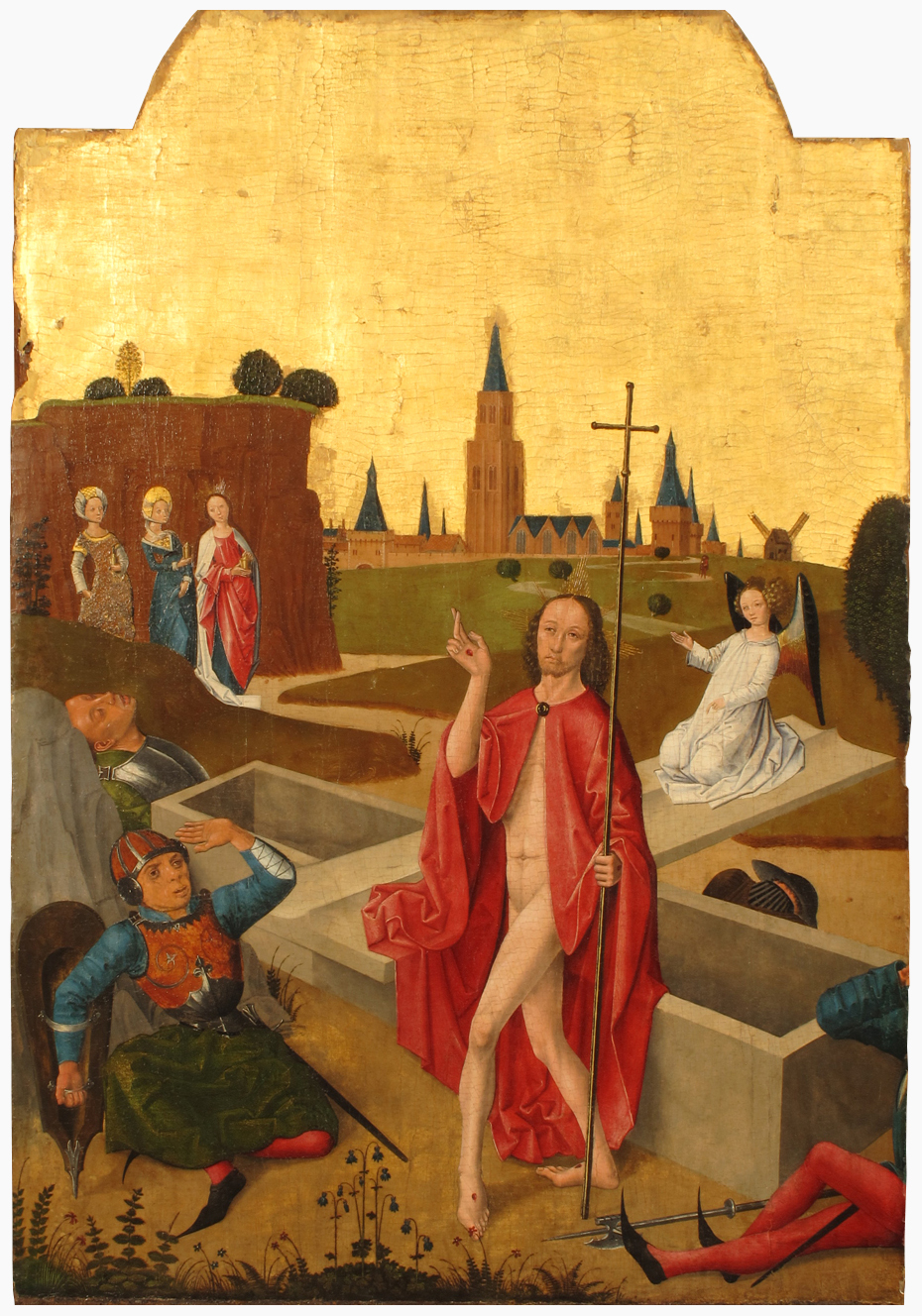
Auferstehung

Weitere Altarbilder
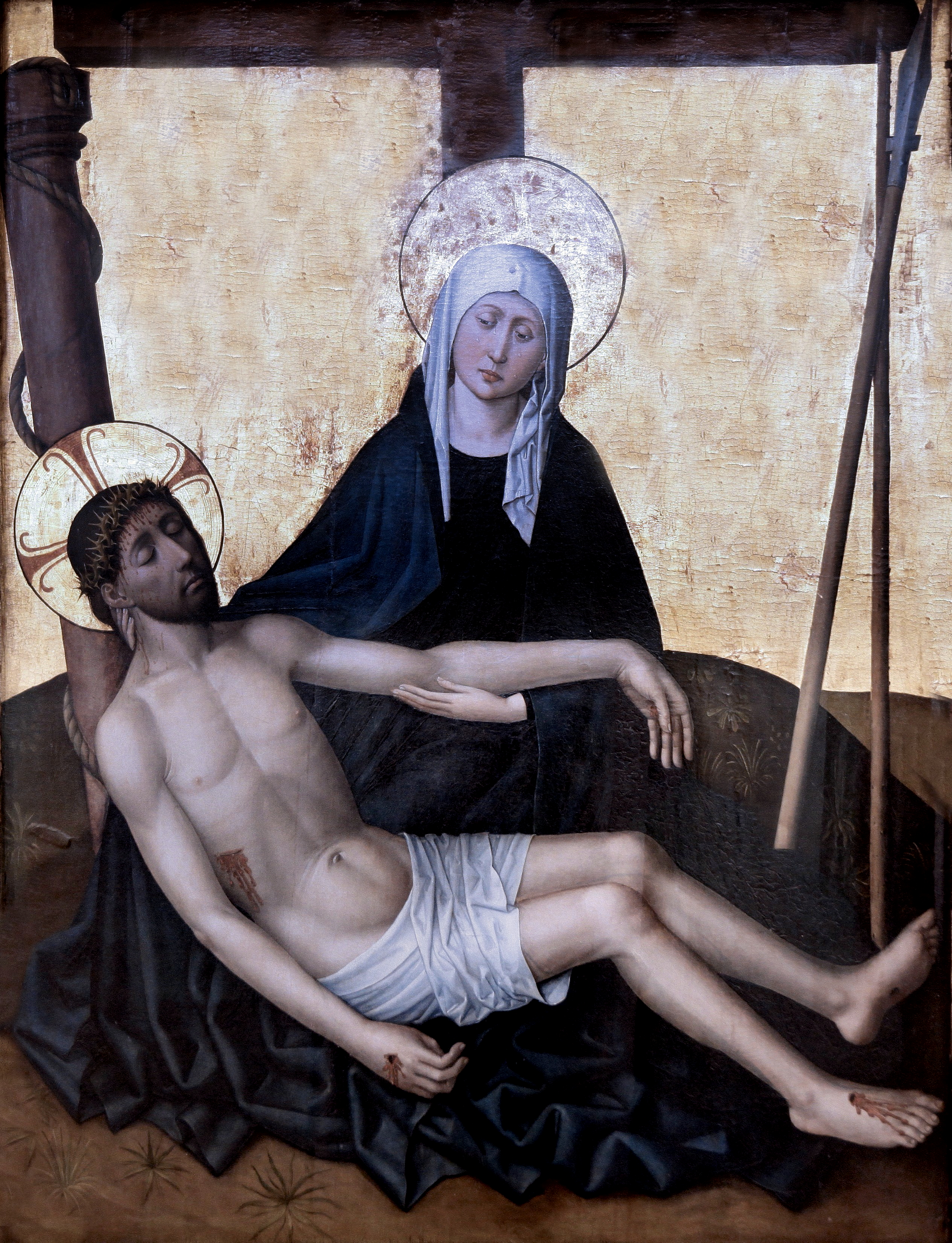
Stauffenberger Altar, ca. 1454–1460 (Ausschnitt)
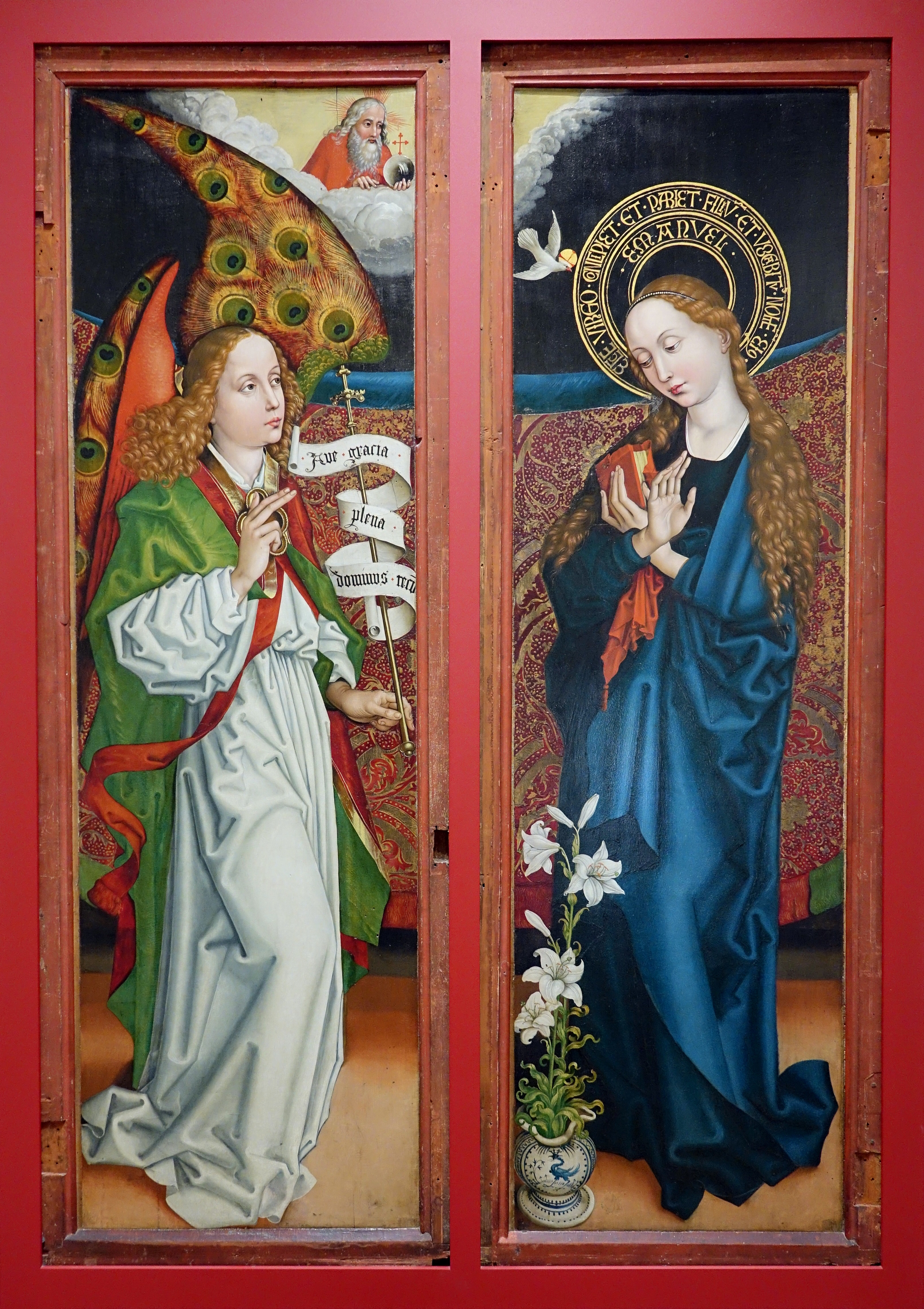
Martin Schongauer, Verkündigung am Orlier-Altar (Ausschnitt)
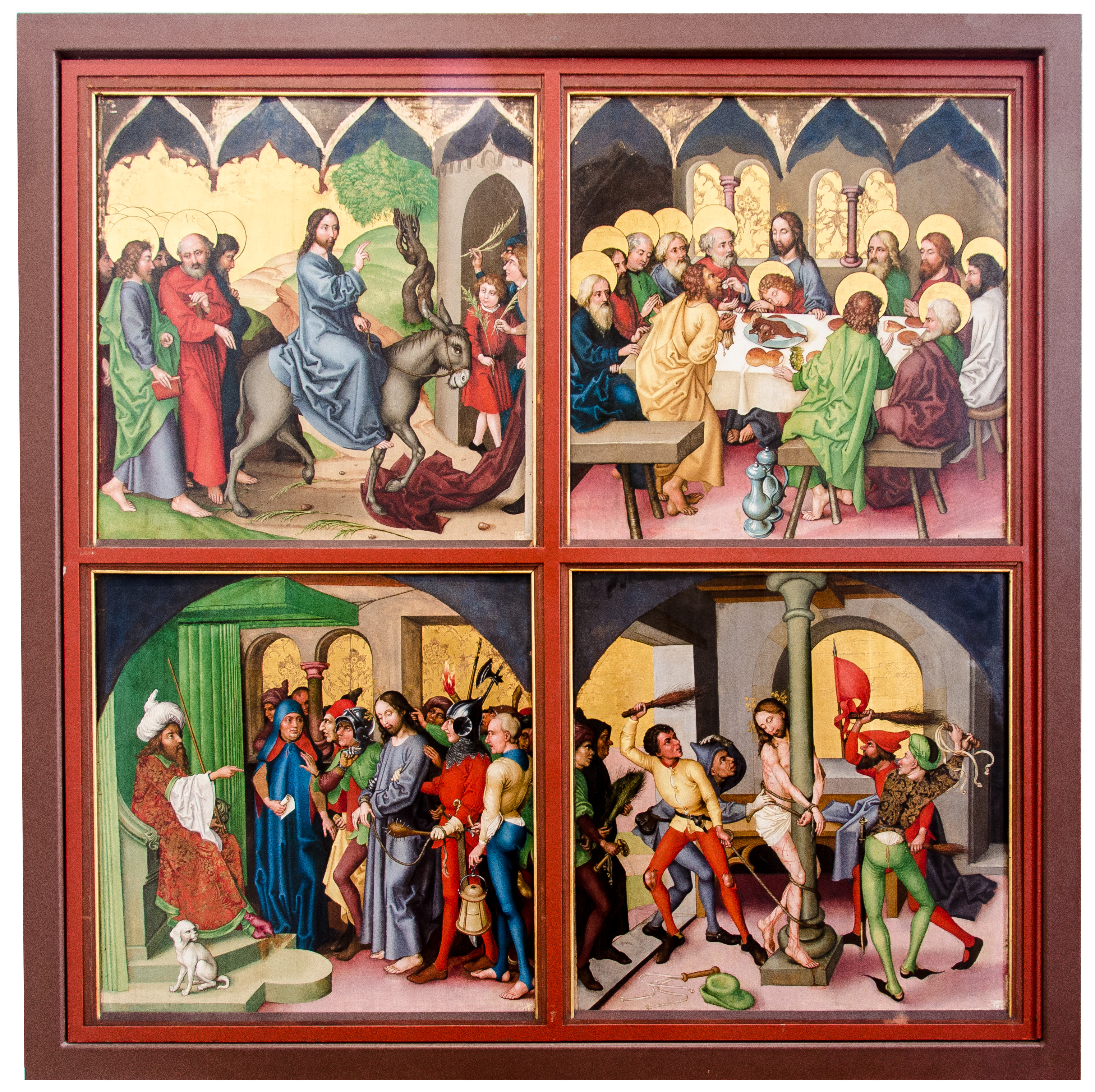
Martin Schongauer und Werkstatt, Altarbild der Dominikaner (Ausschnitt)
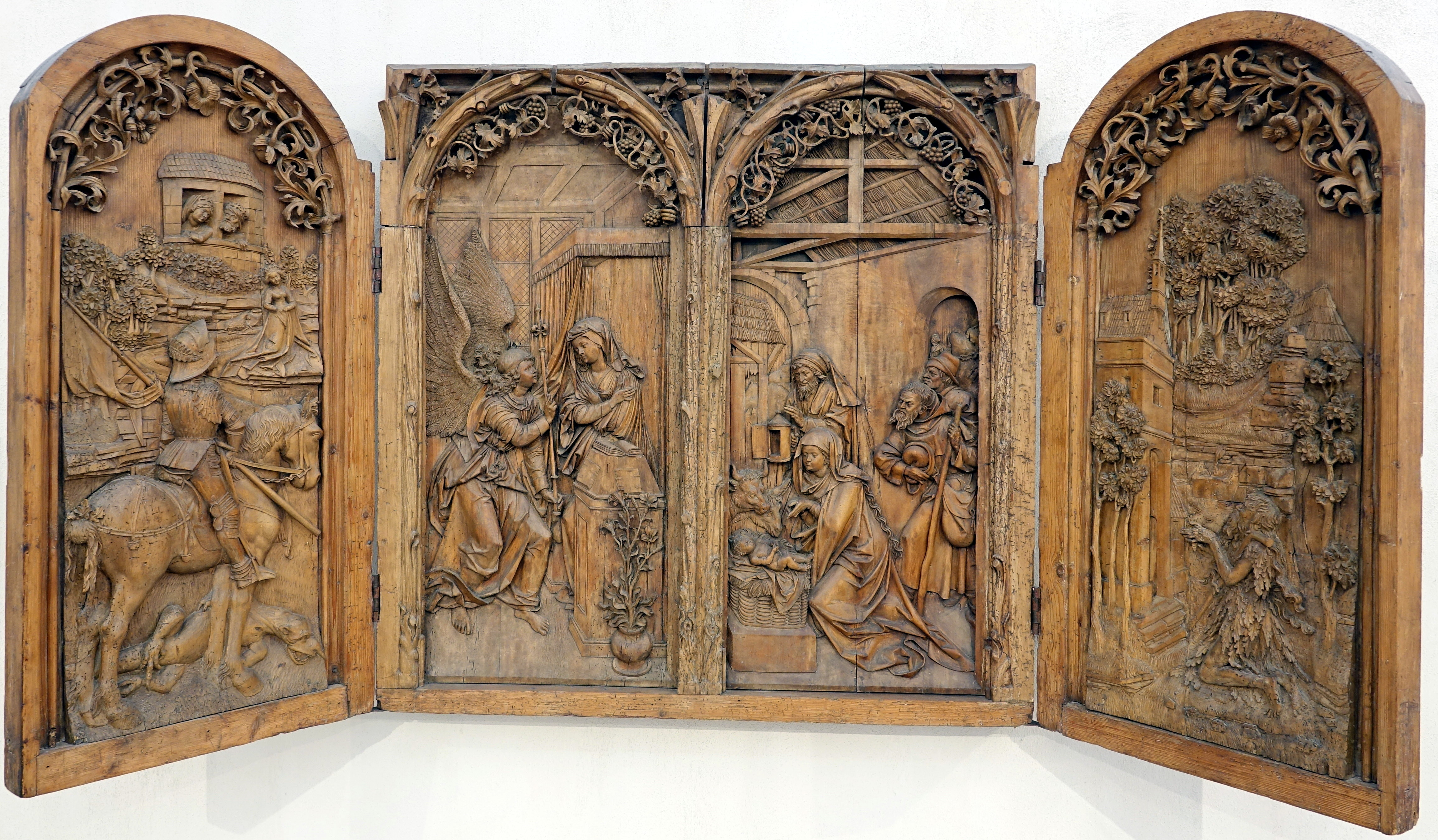
Bergheimer Altarbild
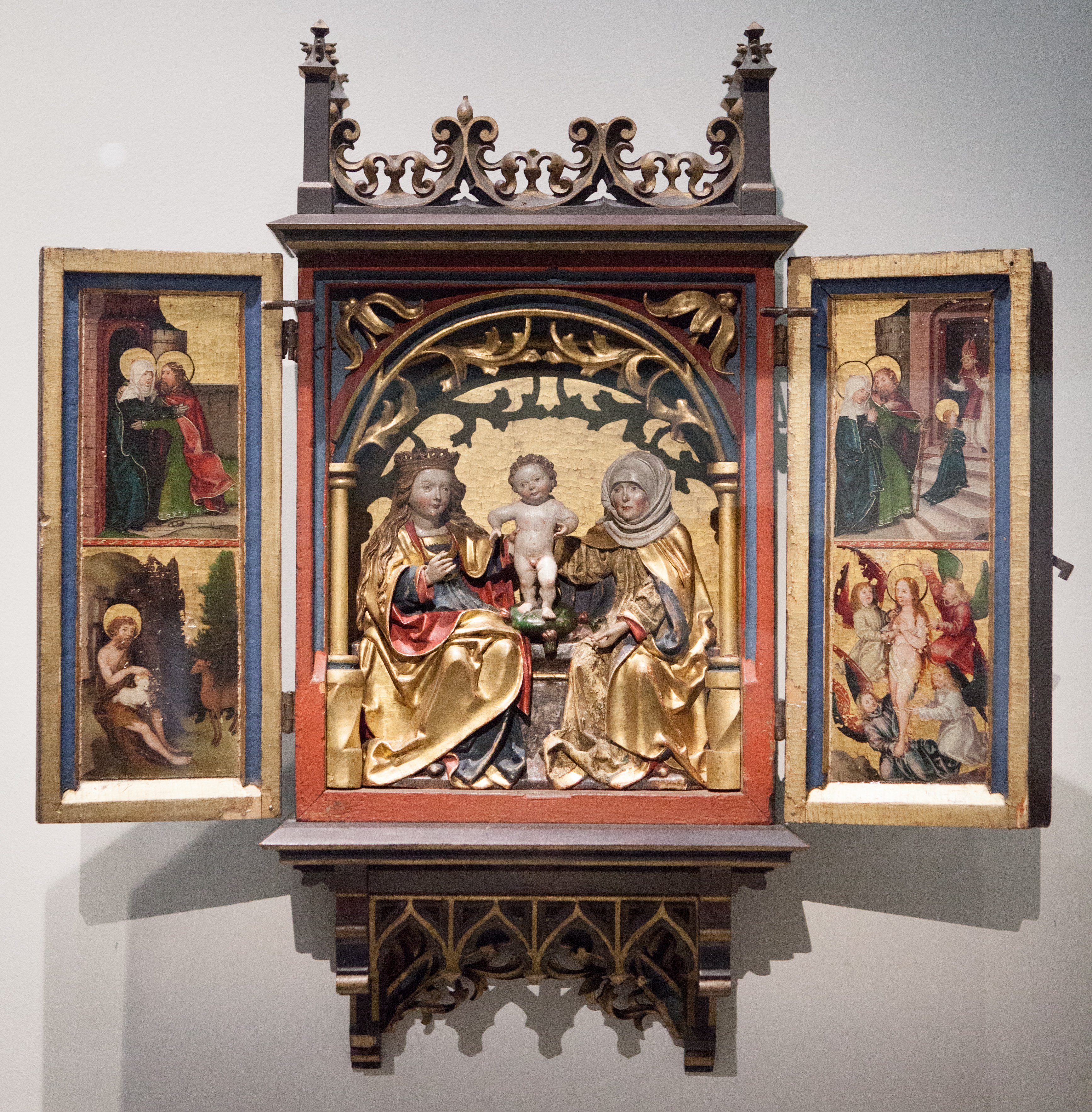
Retable de Sainte Anne Trinitaire / Altarbild der Heiligen Anna selbdritt
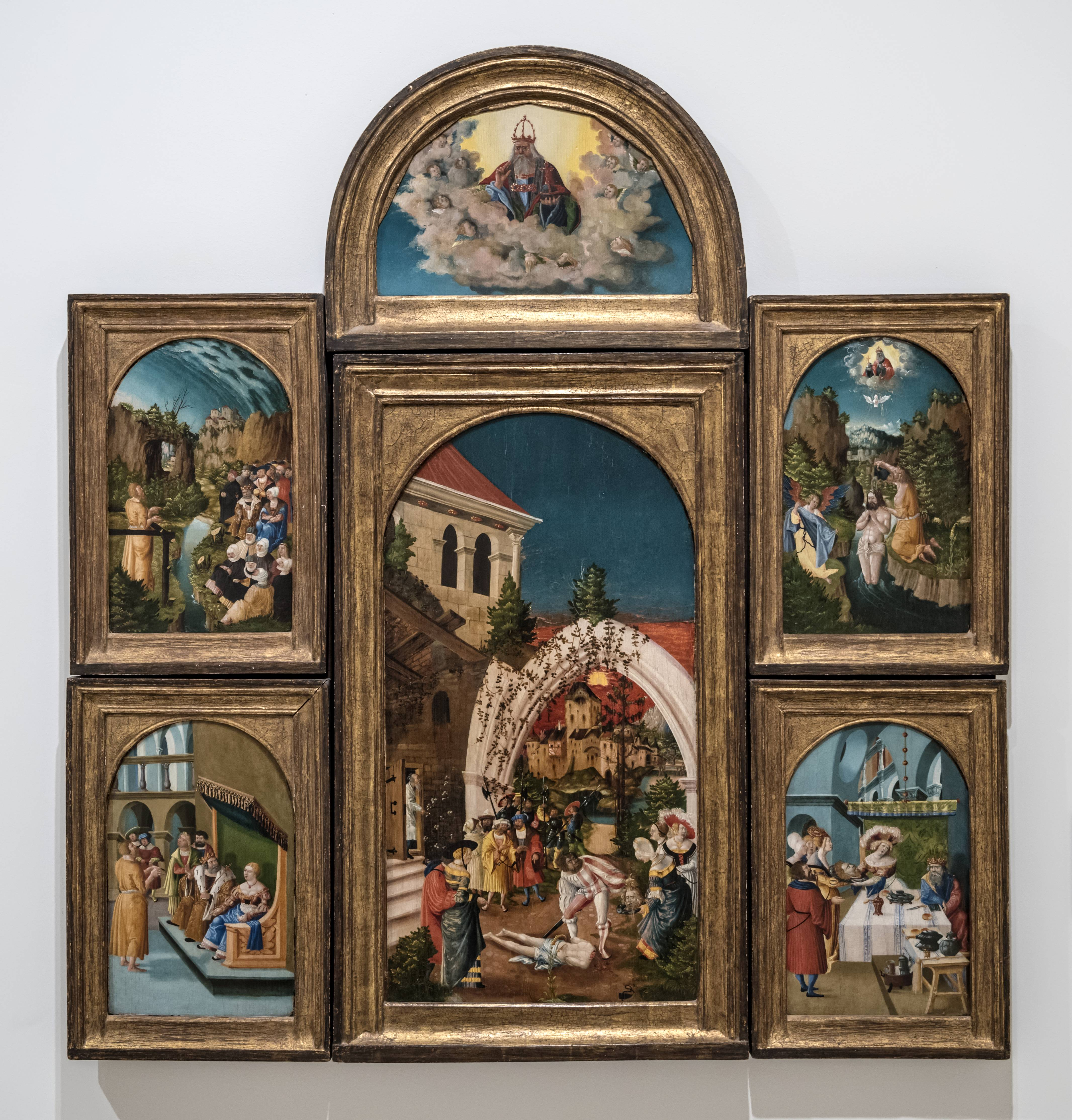
Retable de Saint-Jean Baptiste / Altarbild des Heiligen Johannes des Täufers
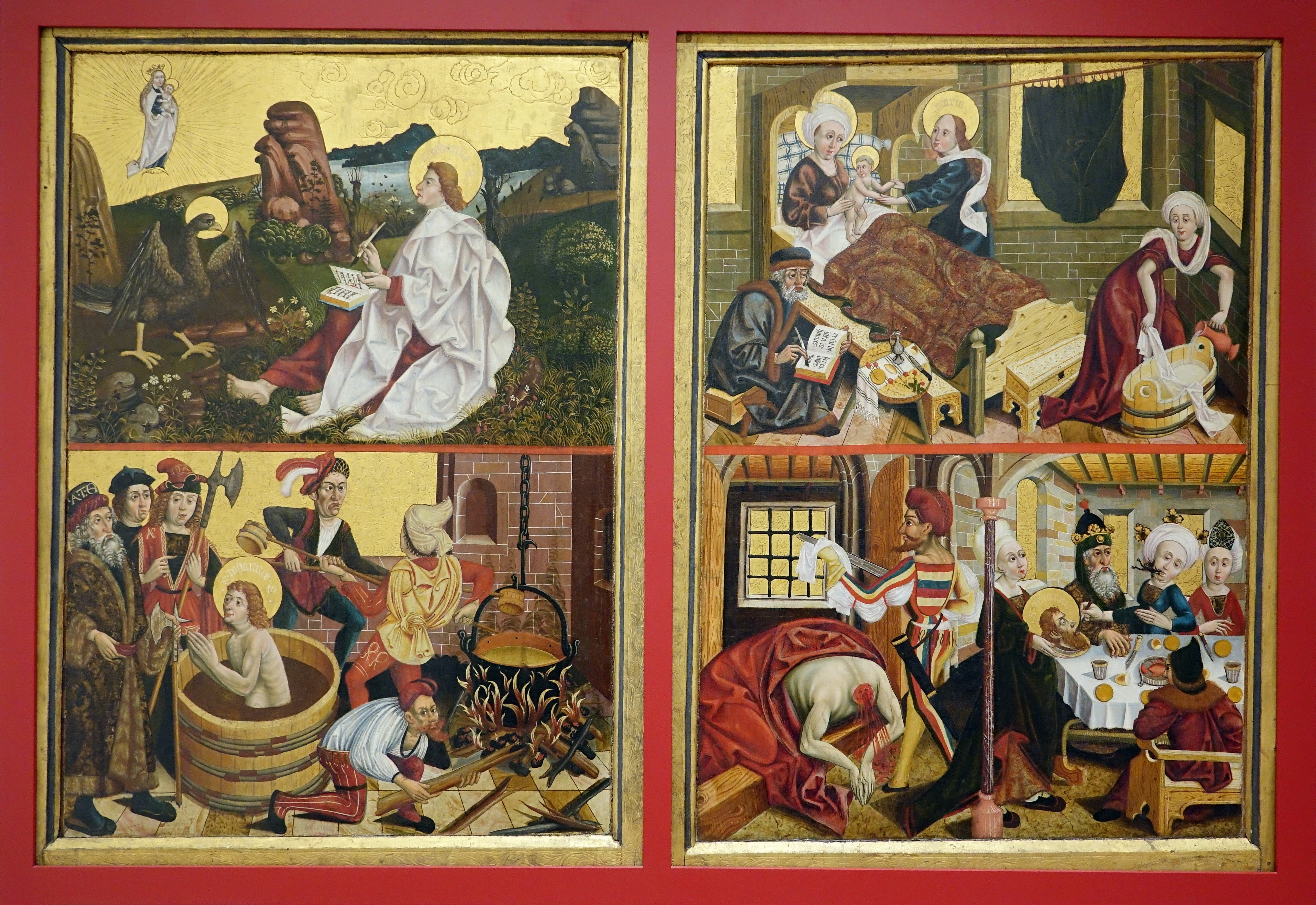
Altar von Saint-Georges (15. Jh.)
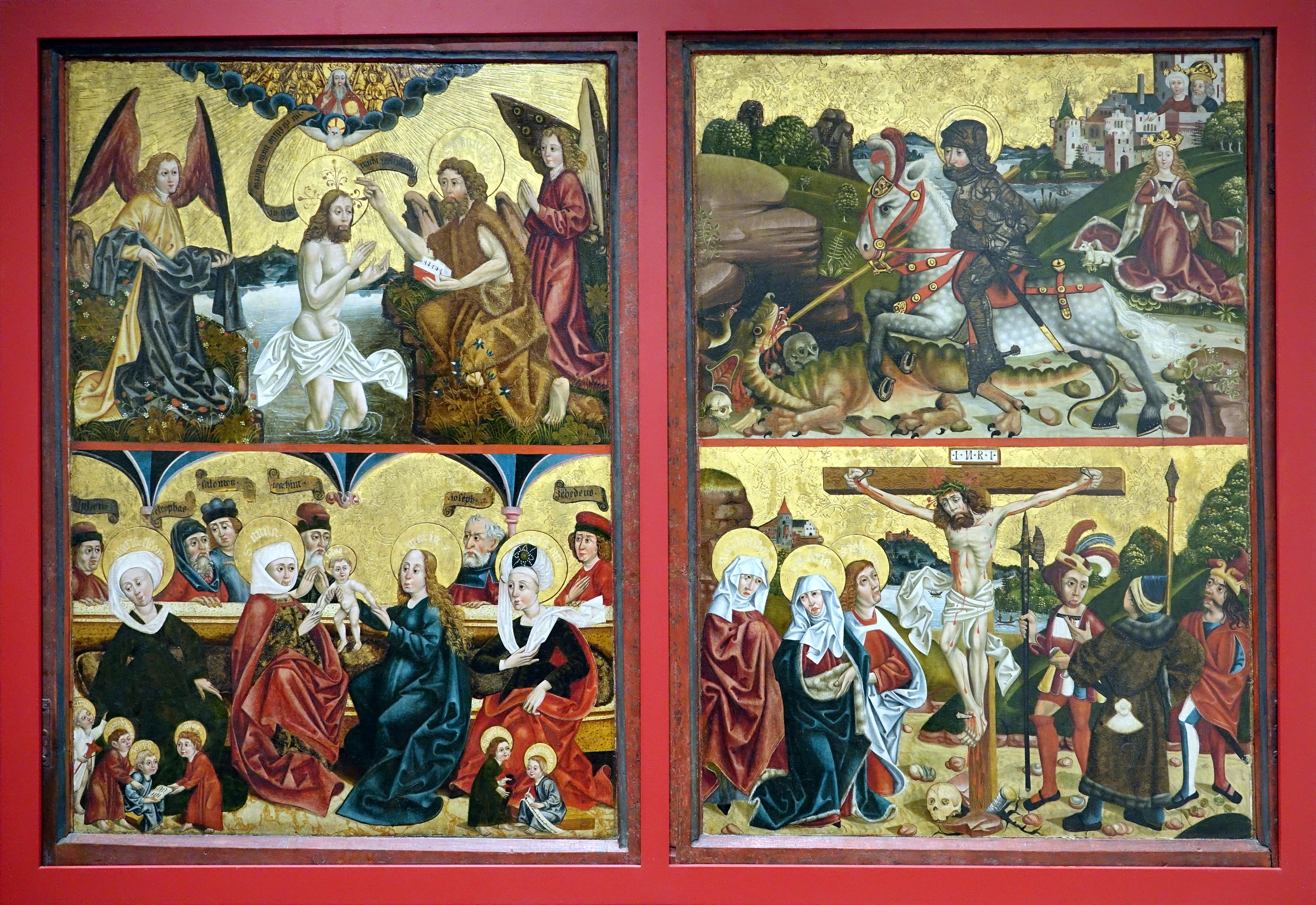
Altar von Saint-Georges (15. Jh.)

### Skulpturen

Kapitelle der Abteikirche vom Kloster Alspach
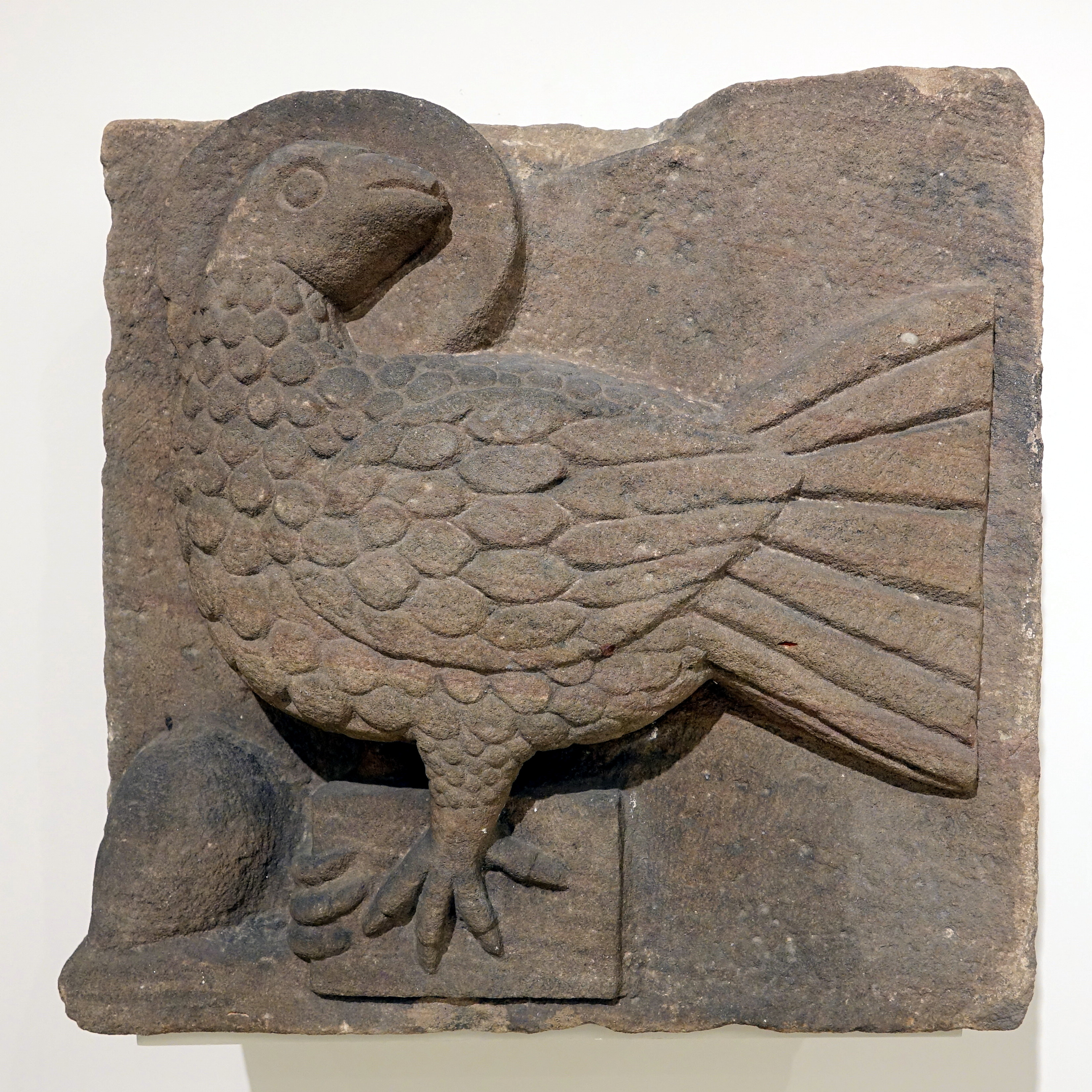
Adler von Johannes dem Täufer (12. Jahrhundert)
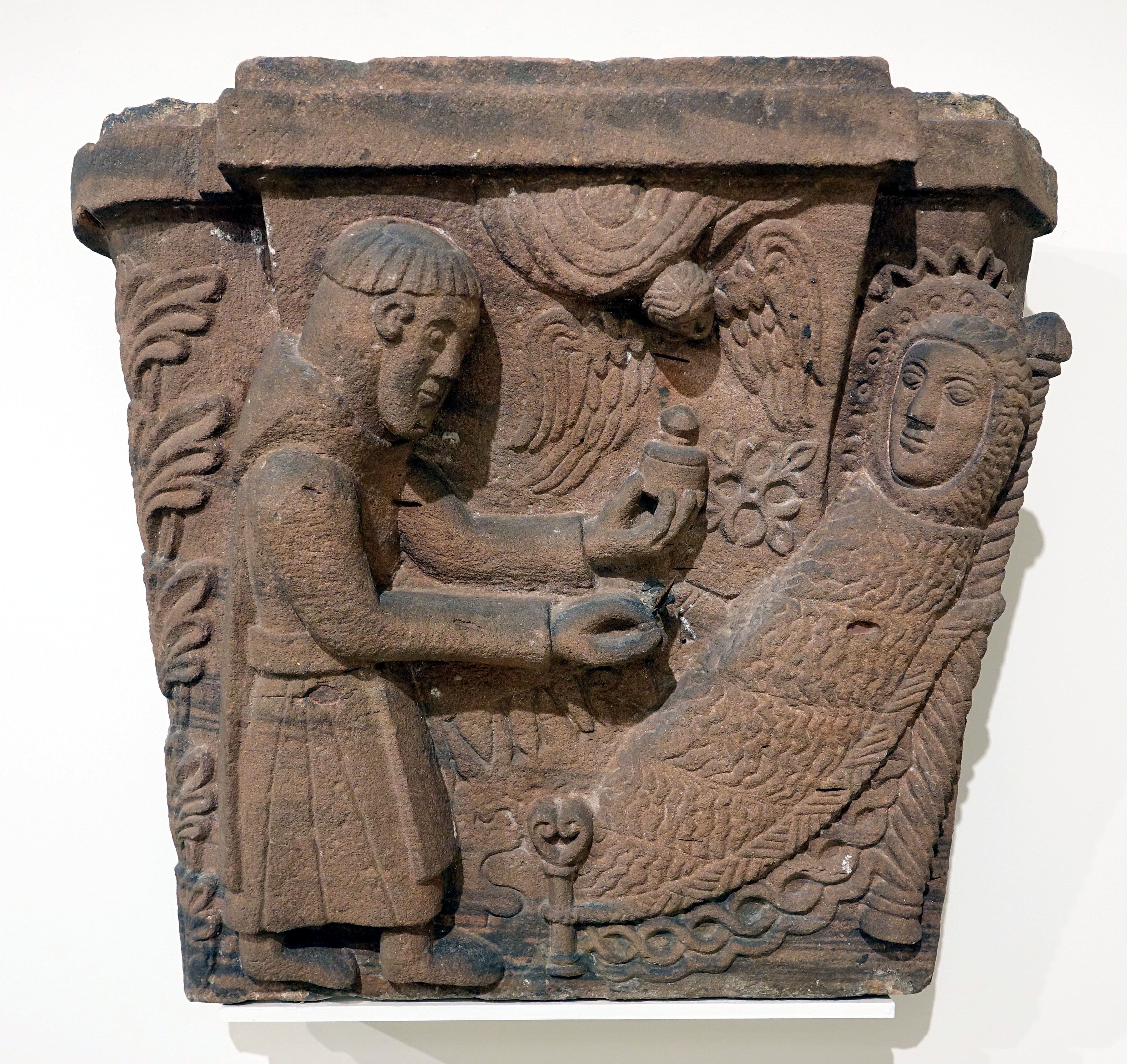
Letzte Kommunion der Hl. Maria von Ägypten (12. Jh.)
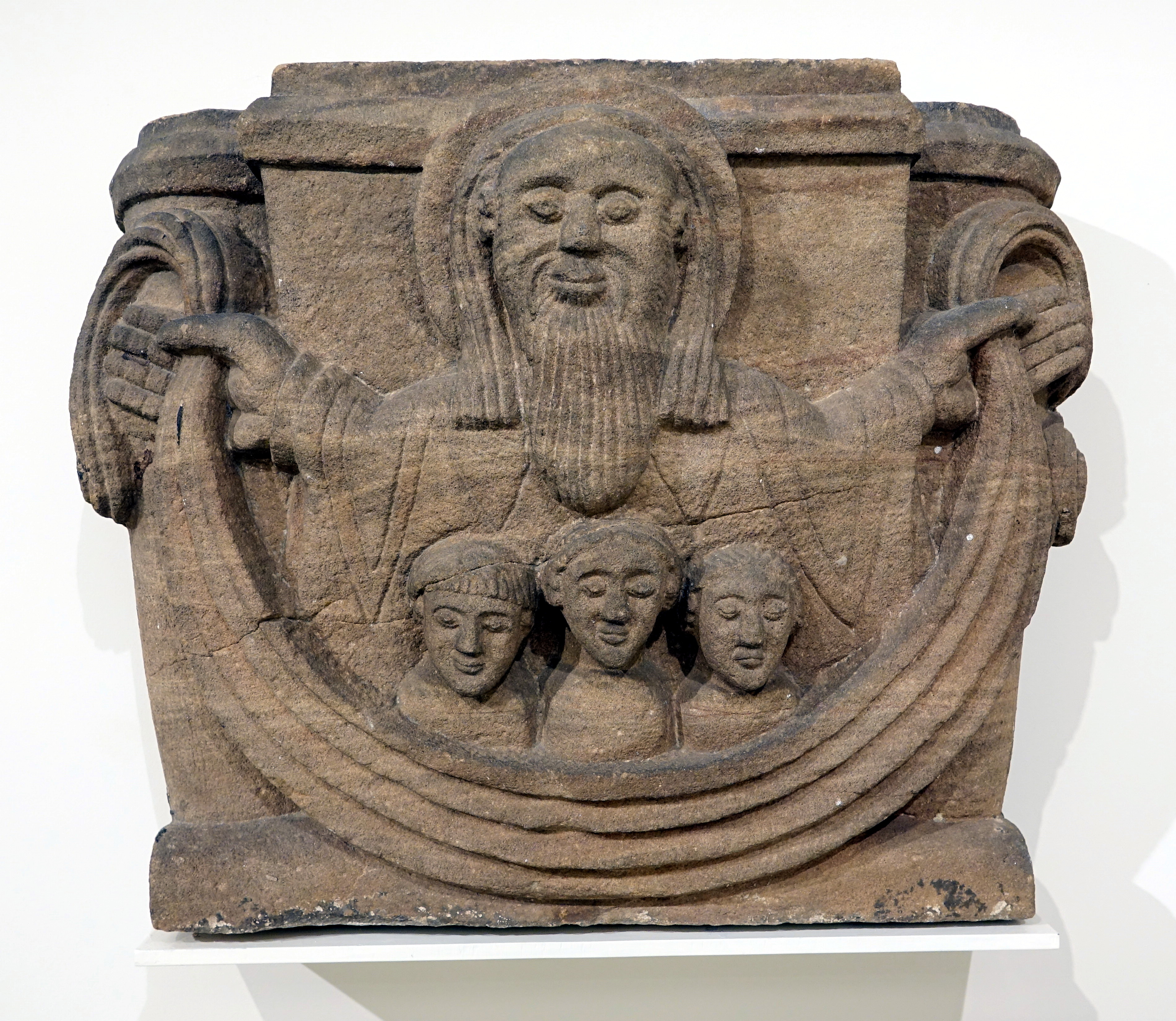
Die Gerechten in Abrahams Schoß (12. Jh.)
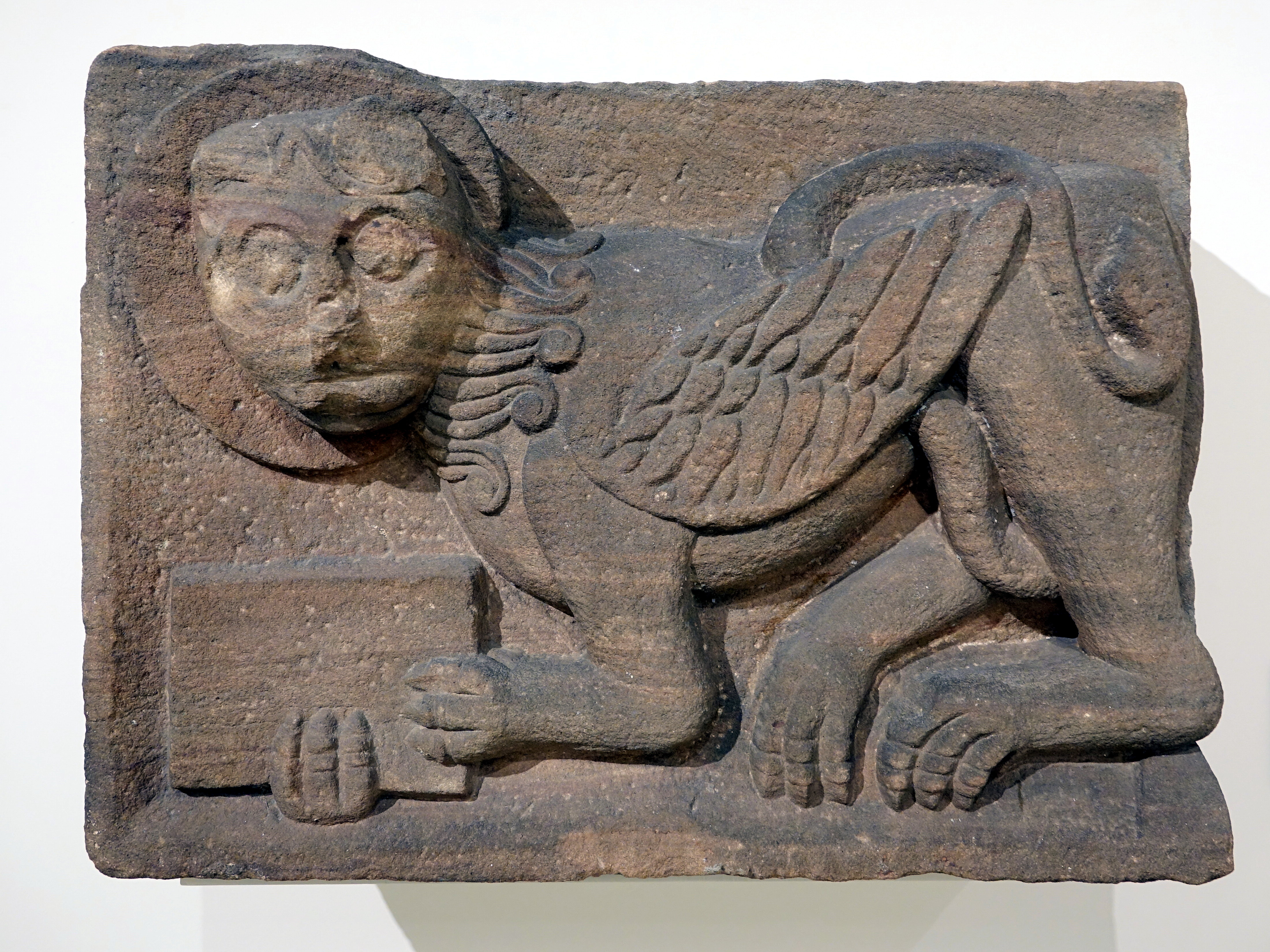
Löwe des Hl. Markus (12. Jh.)
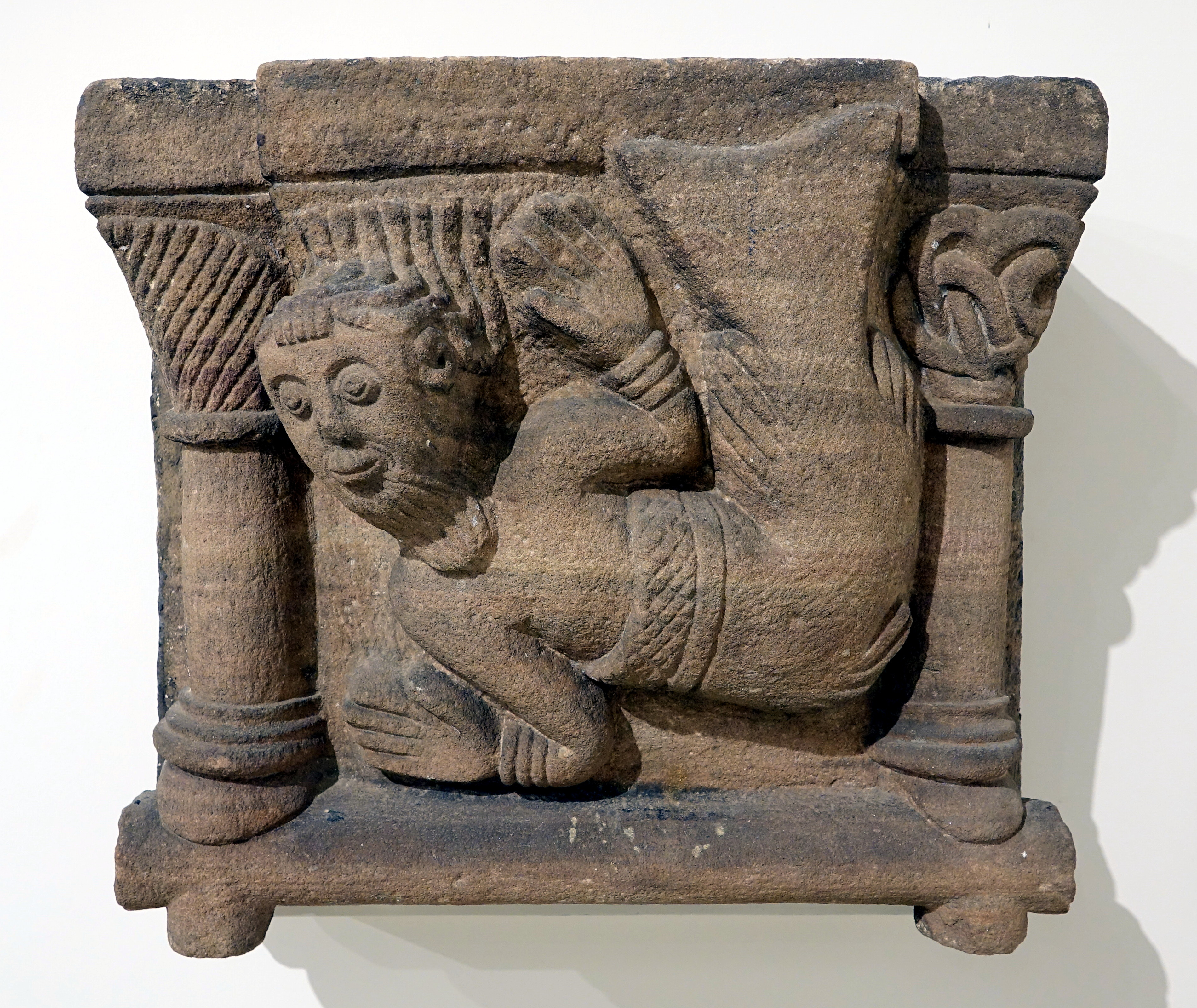
Triton (12. Jh.)

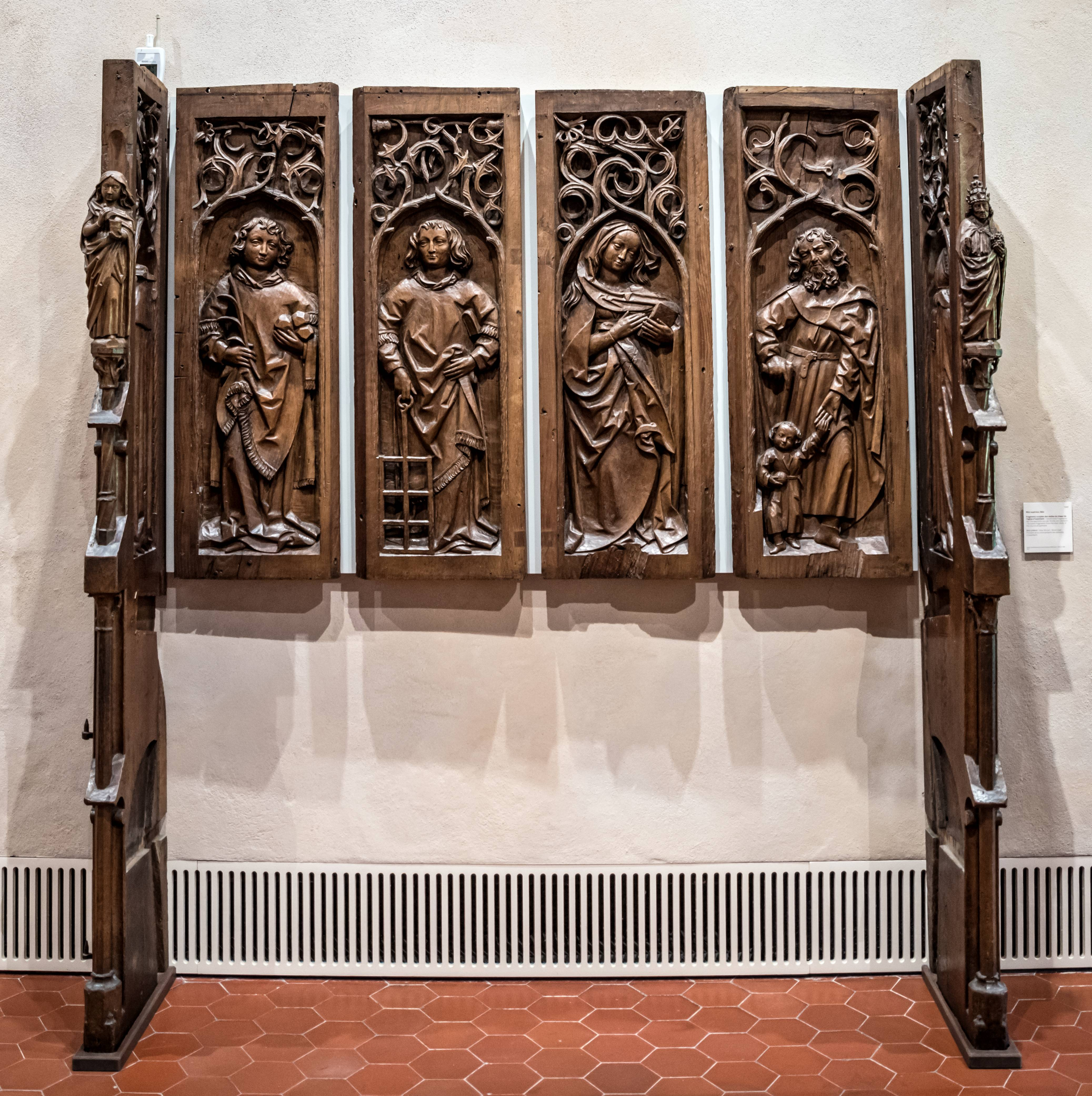
Martyrium des Heiligen Laurentius, geschnitzte Fragmente des Chorgestühls, Eiche, 1493, Antoniterkomturei von Isenheim
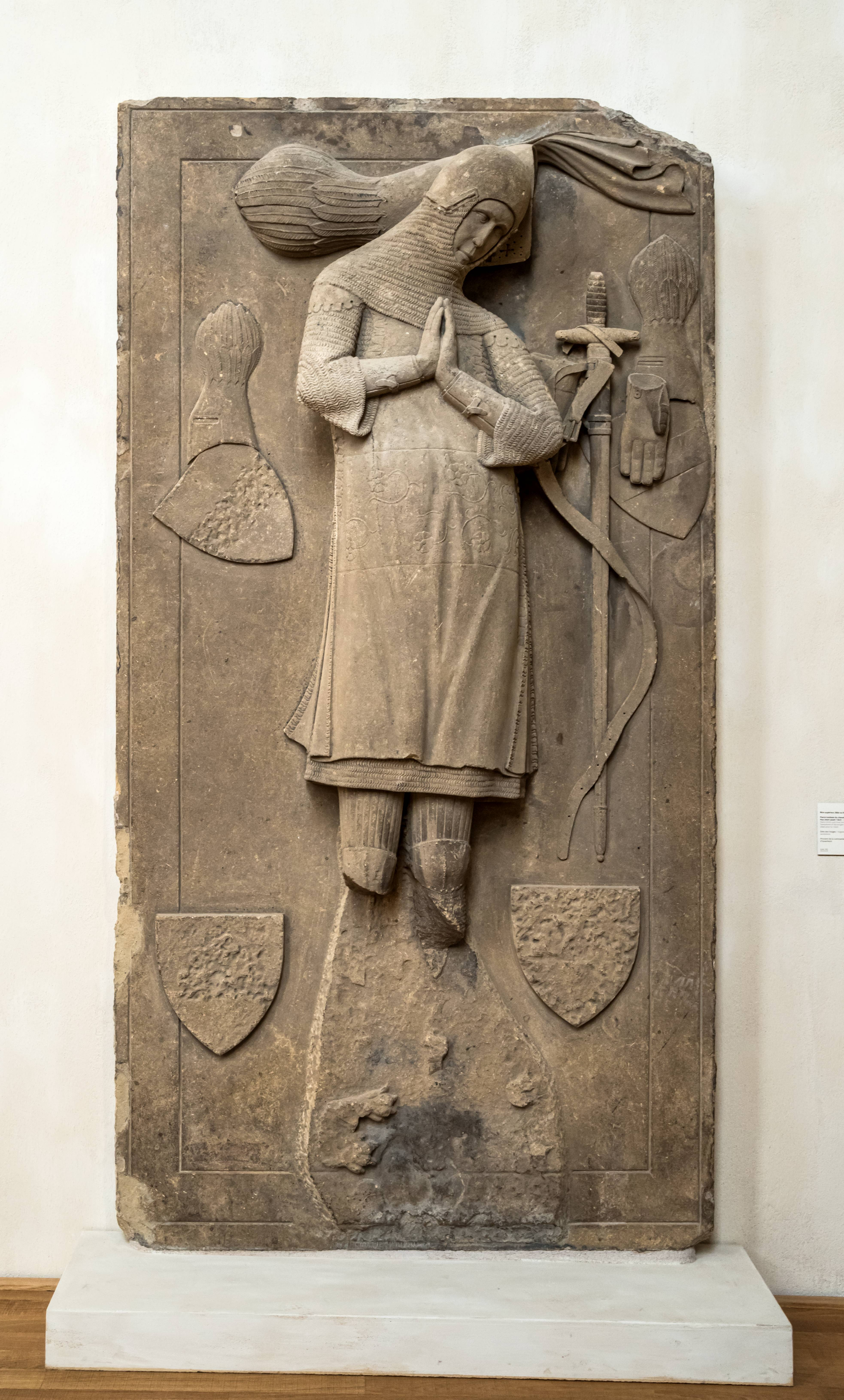
Grabplatte eines Ritters, 14. Jahrhundert
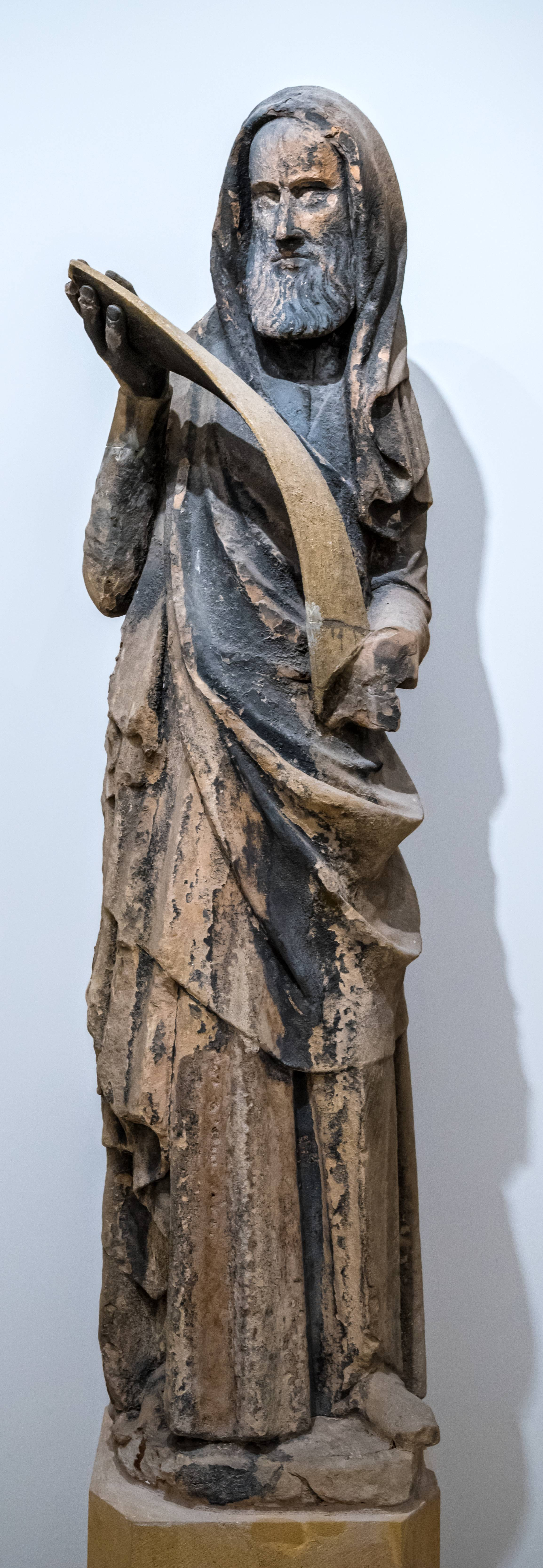
Statue, 14. Jh., Sandstein, Martinsmünster: Prophet
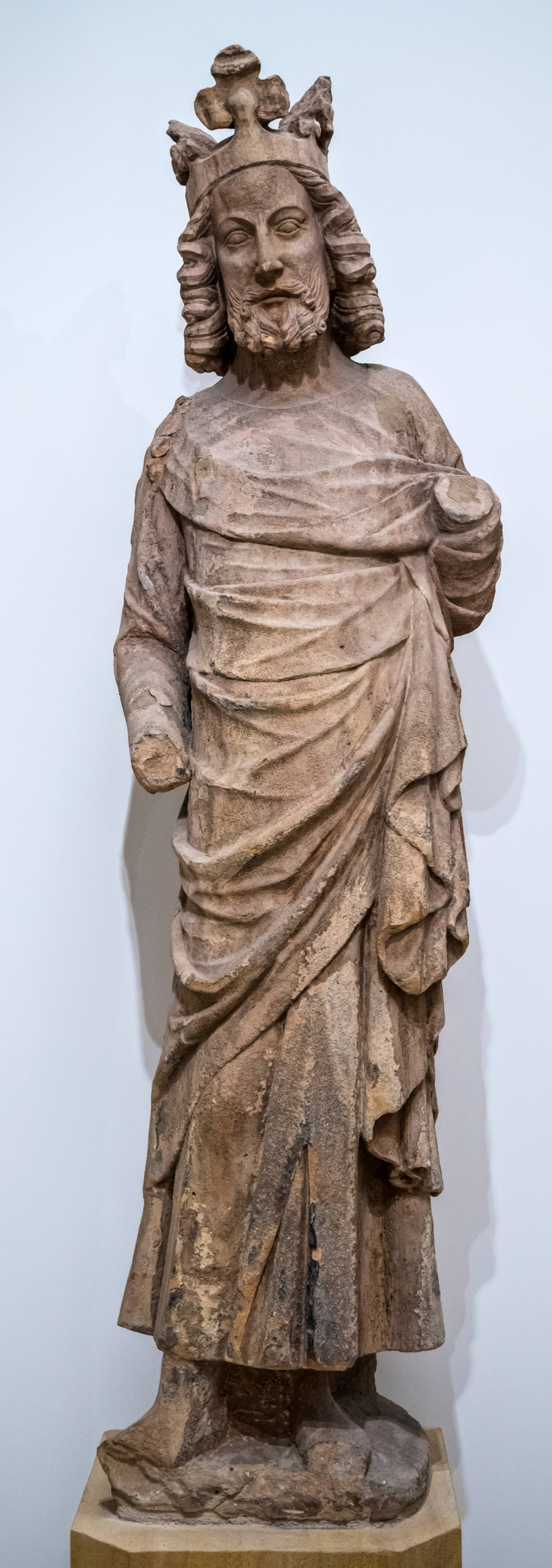
Statue, 14. Jh., Sandstein, Martinsmünster: König
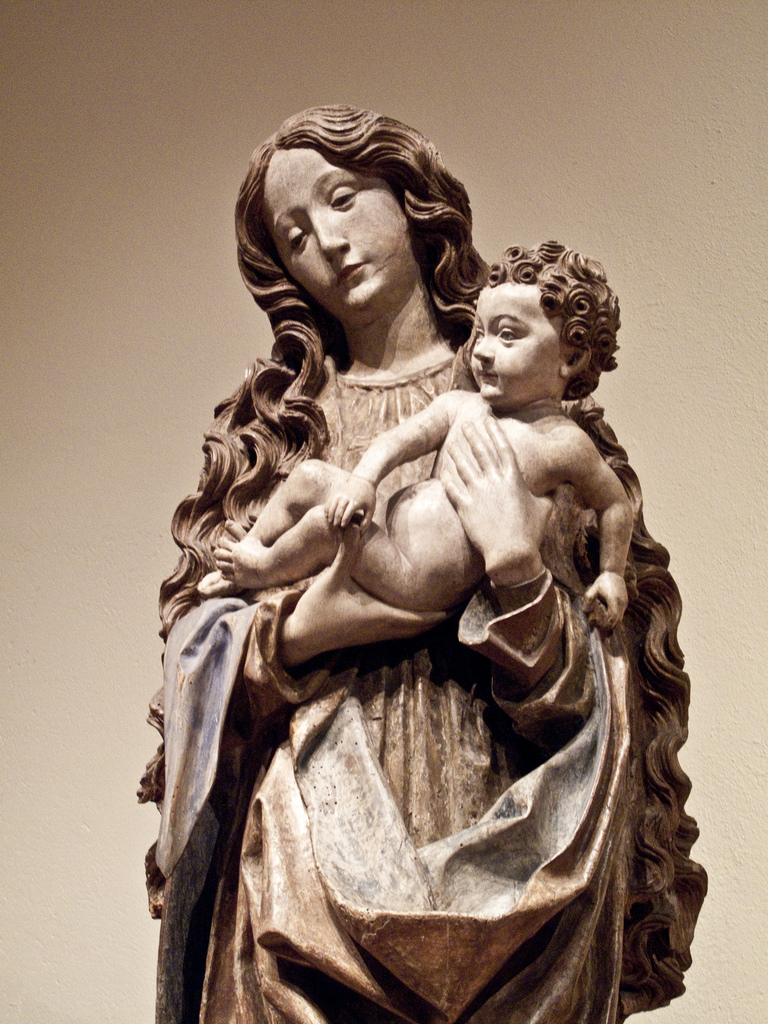
Polychrome Holzstatue, um 1480: Jungfrau von Niedermorschwihr
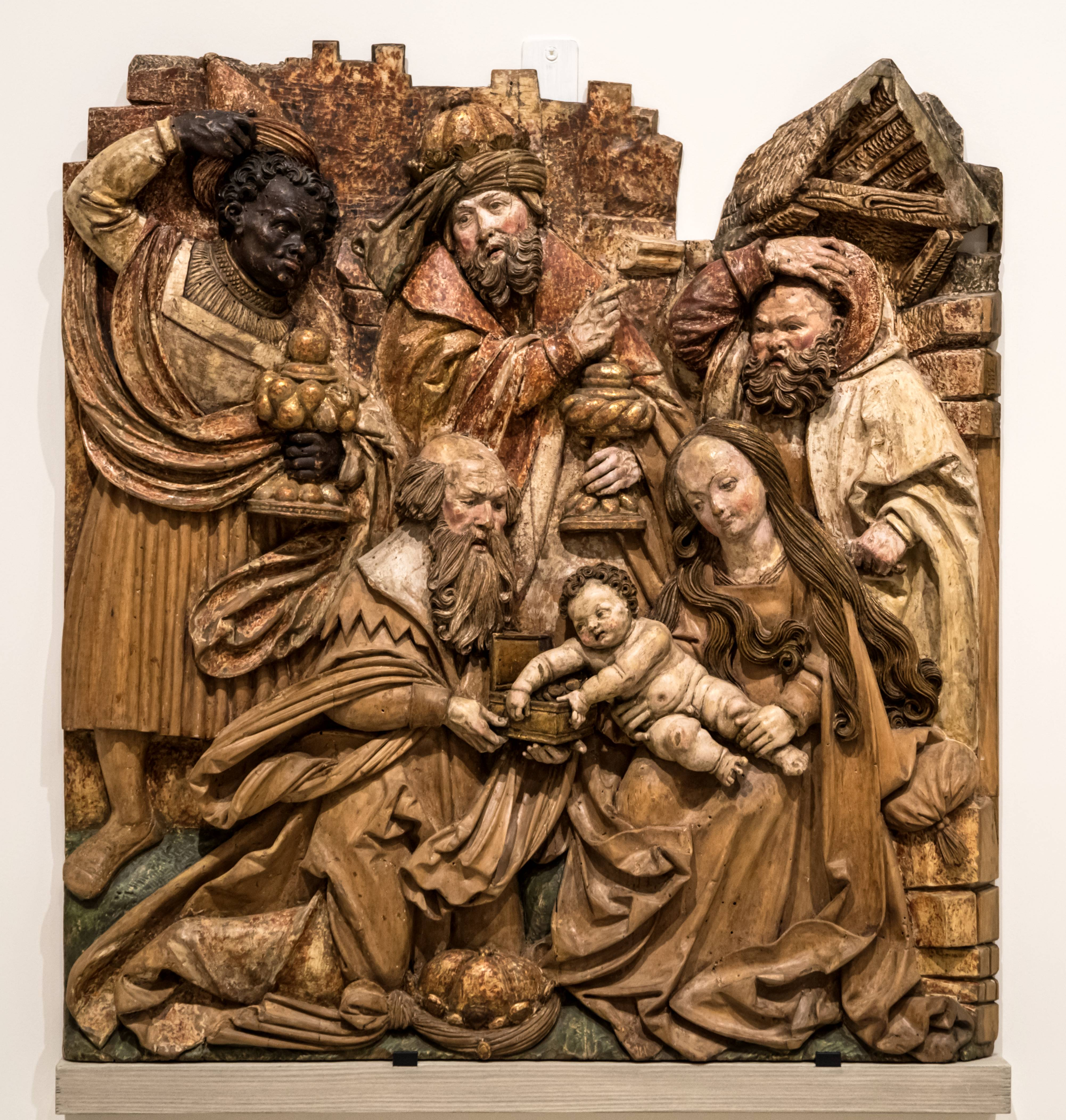
Polychromes Holzrelief, um 1520: Anbetung der Könige
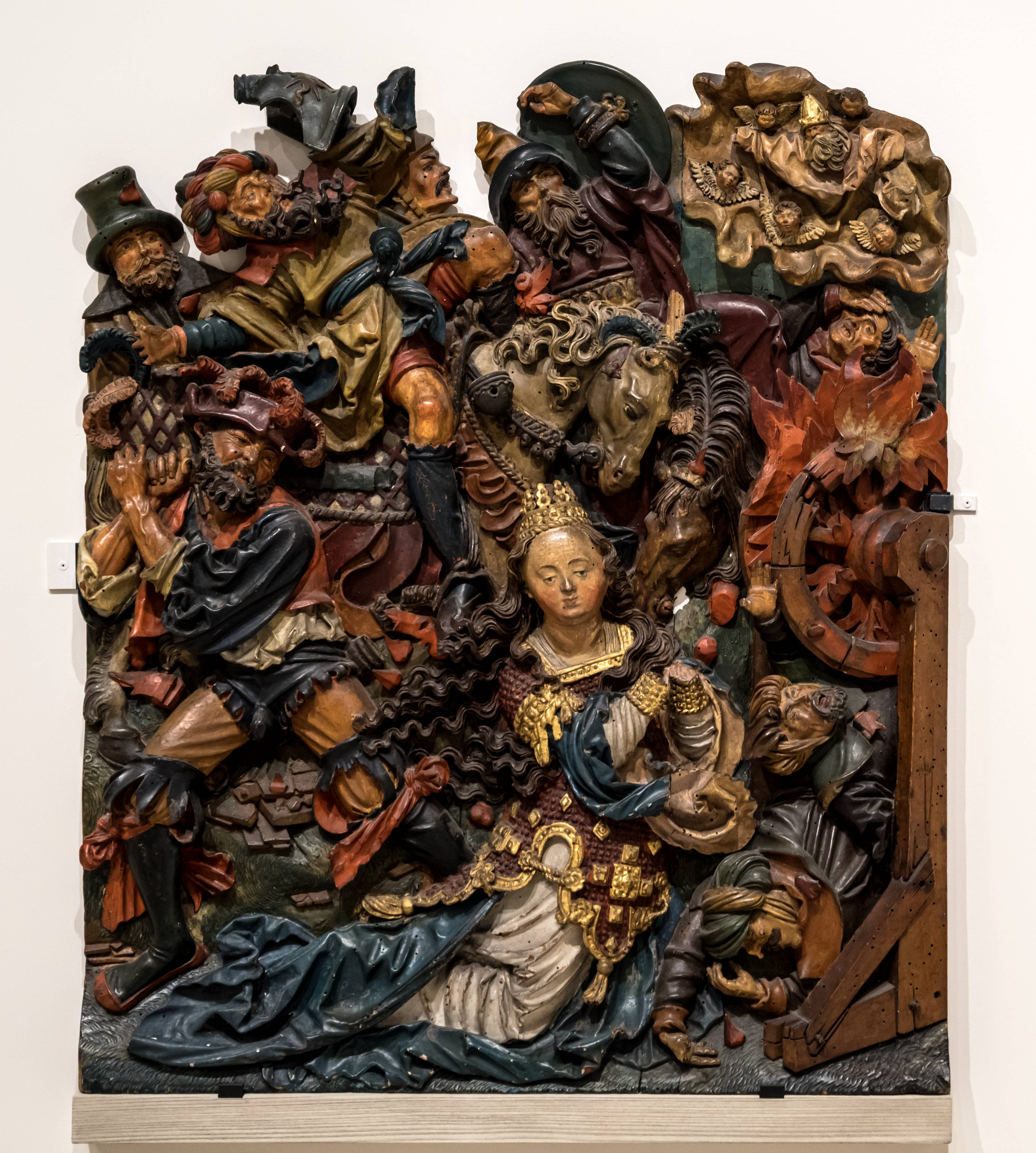
Polychromes Holzrelief, um 1520: Martyrium der Heiligen Katharina
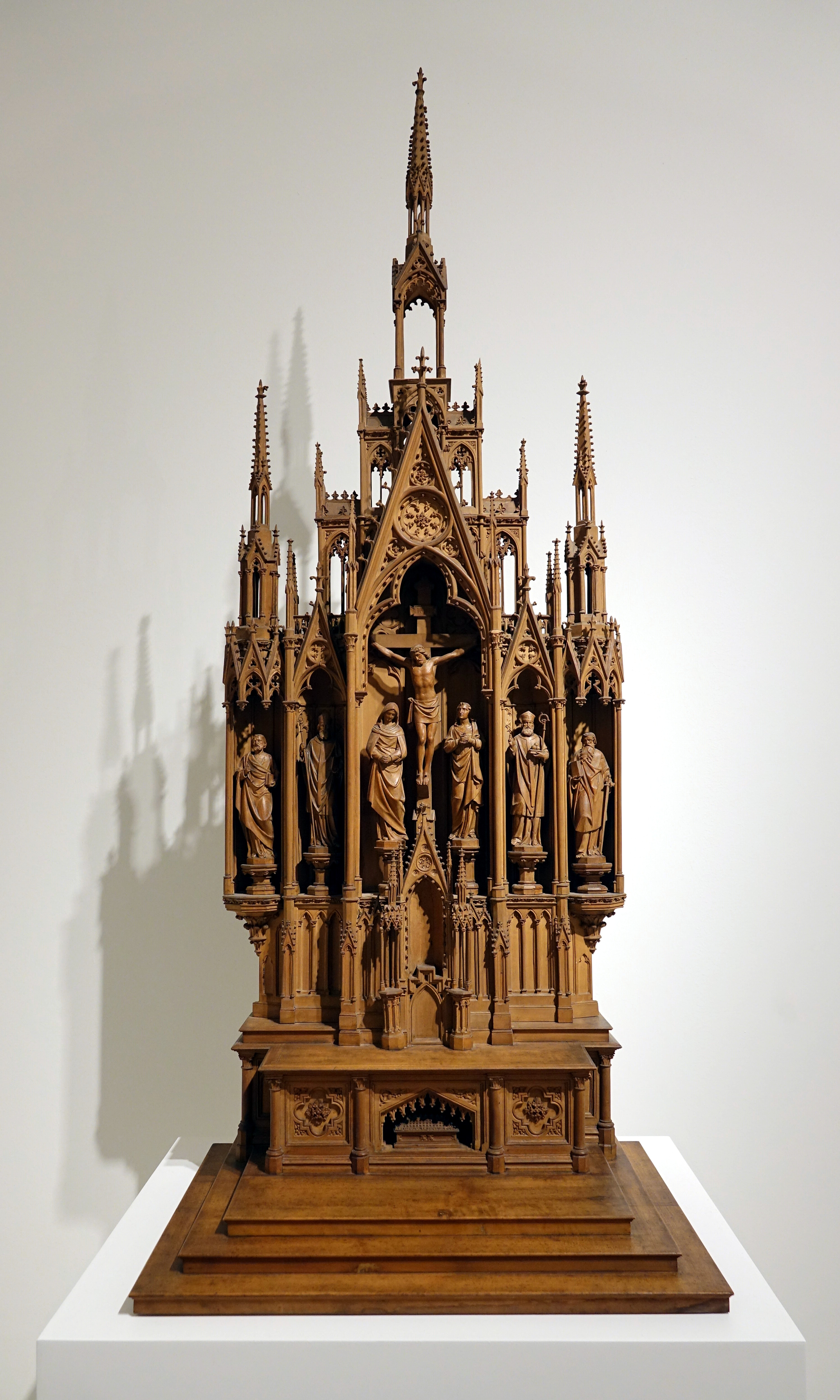
Théophile Klem, Modell des Hochaltars der Basilika Saint-Epvre in Nancy (um 1864)
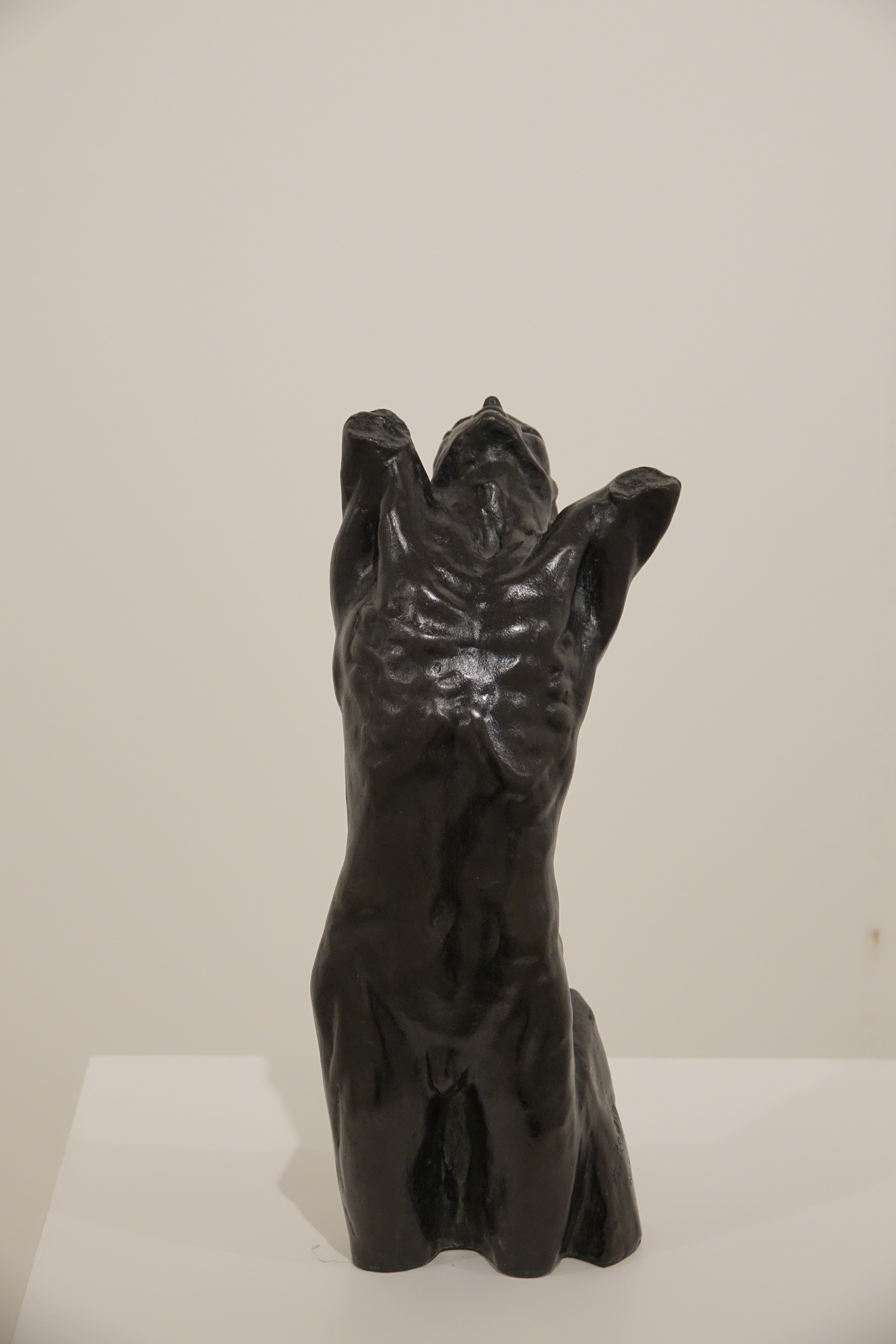
Auguste Rodin, Torse de l'adolescent désespéré / Torso eines verzweifelten Jugendlichen (1882–1899)

### Weitere Kunstgegenstände

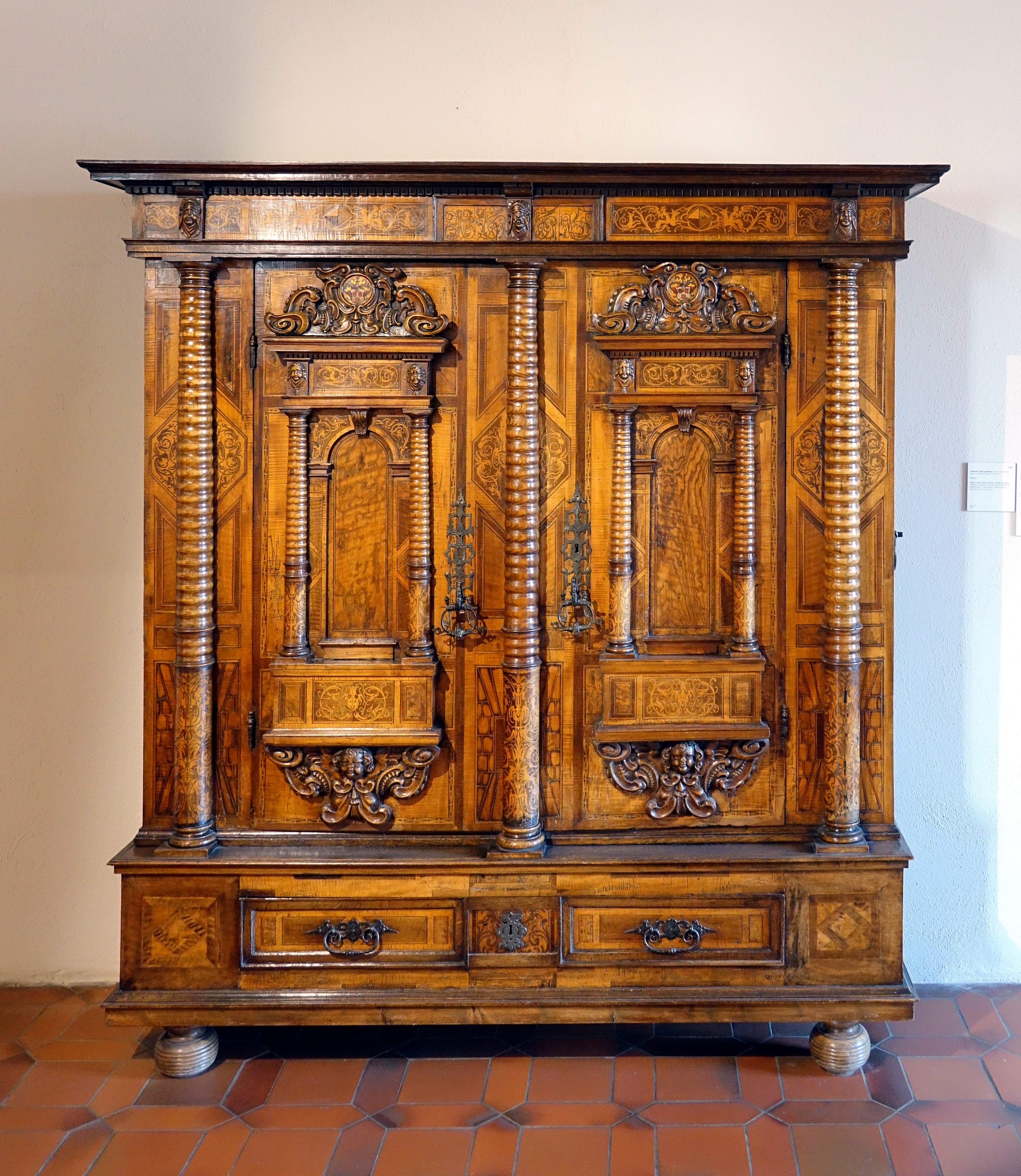
Kleiderschrank mit sieben Säulen (1665)
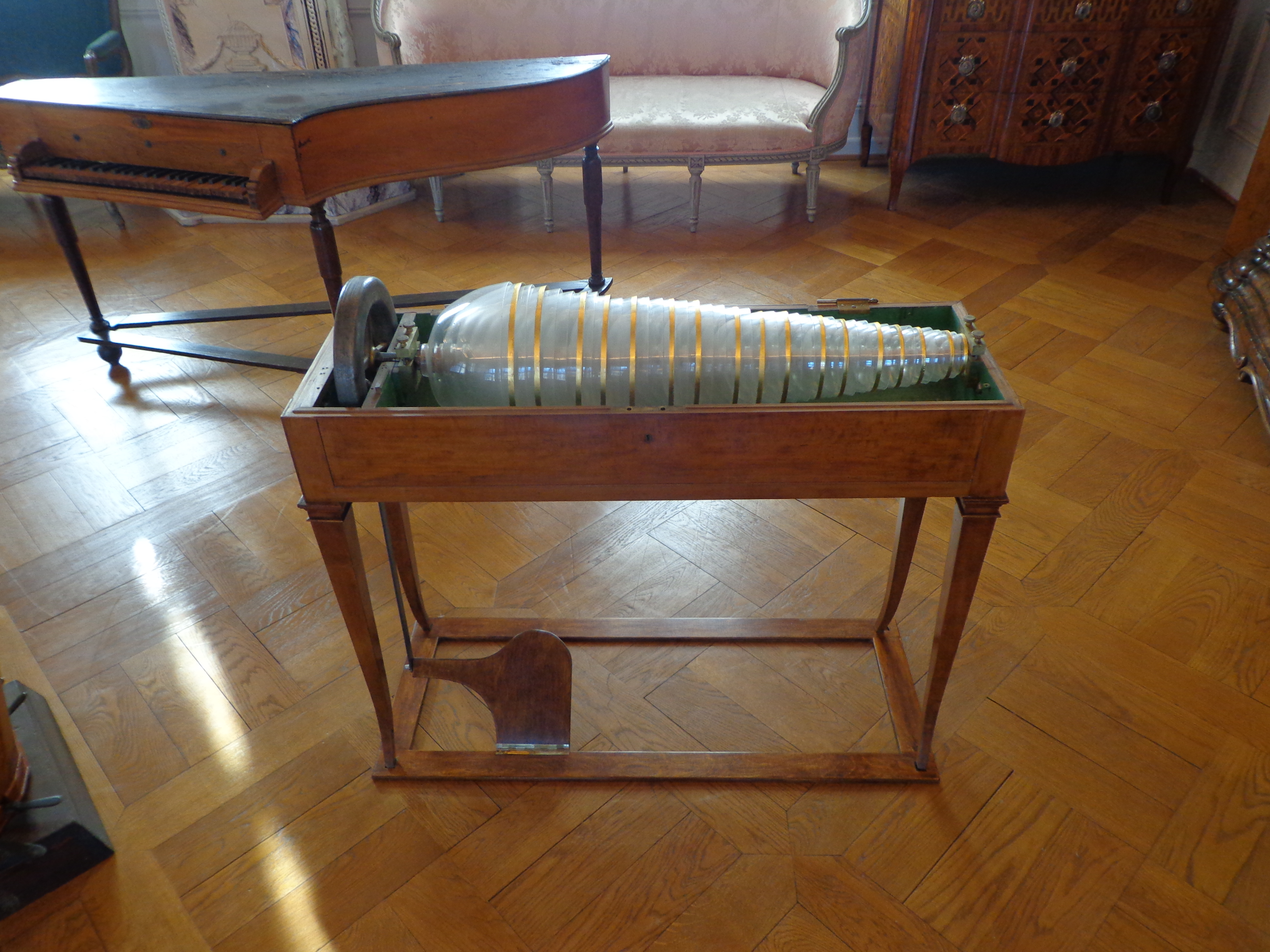
Glasharmonika, 18. Jh.
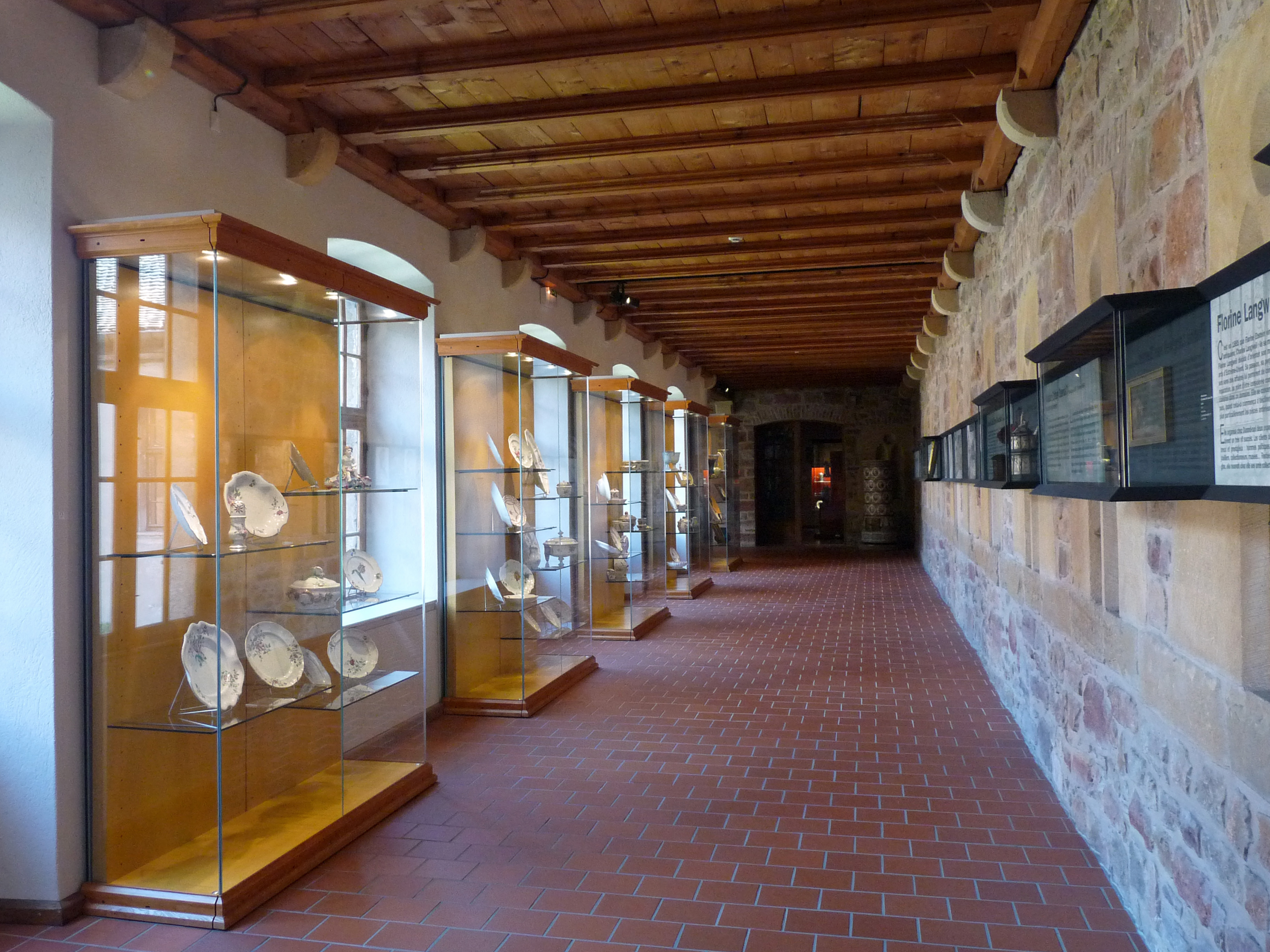
Keramik-Sammlung (Porzellan von Hannong)
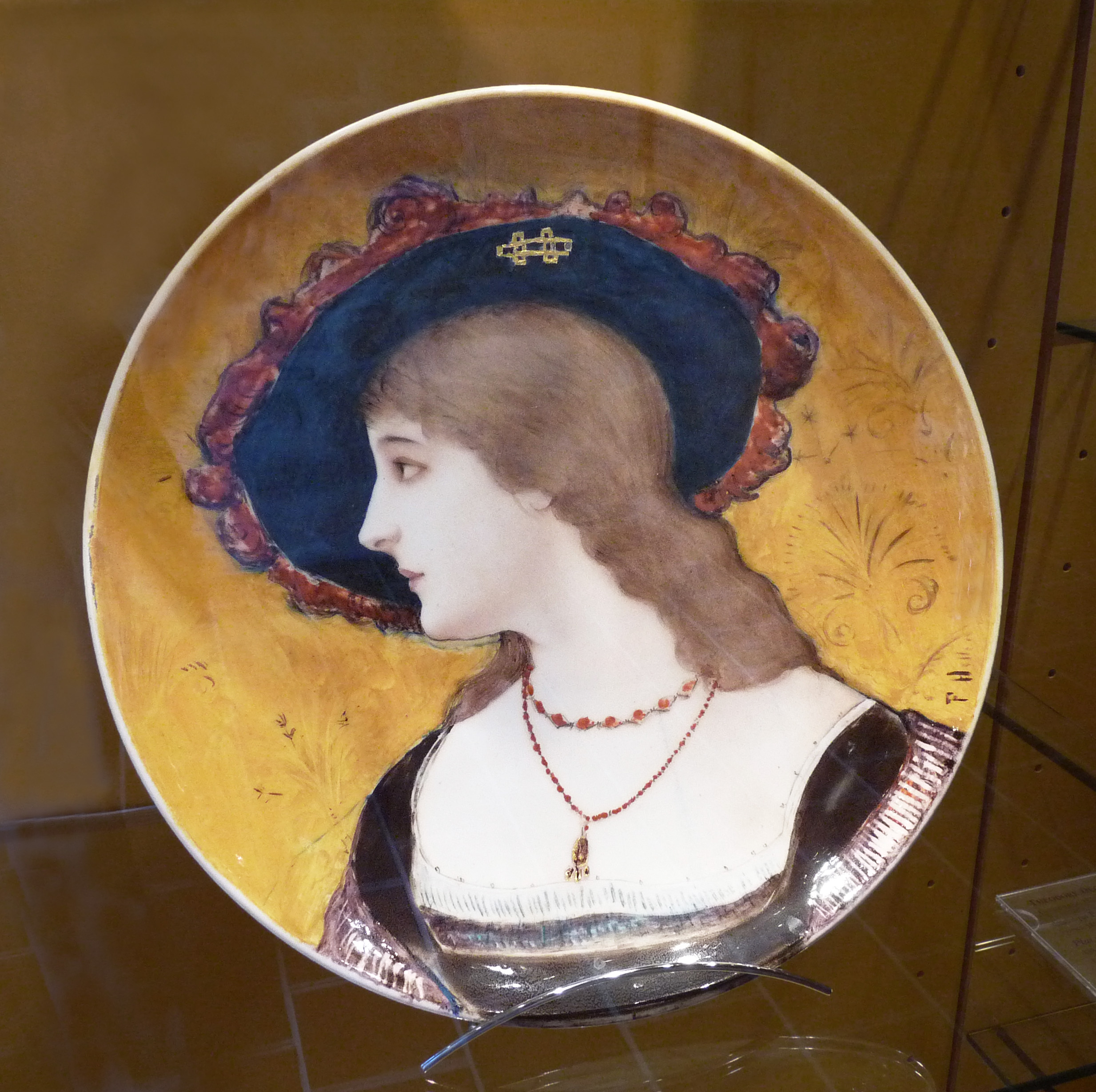
Fayence von Théodore Deck, 1884

## Filme
- Abenteuer Museum. Das Museum Unterlinden in Colmar. Dokumentarfilm, Deutschland, 2017, 52:44 Min., Buch und Regie: Ute Hoffarth, Produktion: SWR, arte, Reihe: Abenteuer Museum, Erstsendung: 29. Januar 2017 bei arte, Inhaltsangabe auf der Seite der ARD, Ankündigung von arte. Unter anderem mit Michel Godard, Marie Darrieussecq, Gustav Hofer, Marie Labory.
- Das Unterlinden-Museum in Colmar. Fernseh-Reportage, Deutschland, 2015, 4:22 Min., Buch: Verena Knümann, Kamera: Thomas Schäfer, Siegfried Maier, Produktion: SWR, Reihe: Kunscht!, Erstsendung: 3. Dezember 2015 bei SWR, Inhaltsangabe auf der Seite der ARD.